# Elecciones provinciales de Formosa de 2003
El resultado estableció que Gildo Insfrán (Partido Justicialista) fuera reelegido Gobernador con 72% de los votos, obteniendo su tercer mandato consecutivo.
El 1 de junio de 2003 se realizaron elecciones de convencionales constituyentes para reformar la constitución provincial y permitir la reelección indefinida. Insfrán obtuvo una mayoría en la convención que le permitió modificar la constitución.

## Resultados

### Convención Constituyente
| Lema                                          | Lema                                      | Sublema                           | Sublema               | Sublema               | Lema      | Lema      | Lema   | Lema |
| Lema                                          | Lema                                      | Sublema                           | Votos                 | %                     | Votos     | %         | Bancas | Electos |
| --------------------------------------------- | ----------------------------------------- | --------------------------------- | --------------------- | --------------------- | --------- | --------- | ------ | --- |
|                                               | Partido Justicialista                     | "G" Frente de la Unidad           | 72.692                | 64,86                 | 112.076   | 57,31     | 19/30  | - Rodolfo Ricardo Raúl Roquel - María Rosa Bojorque - Ramón Francisco Giménez - Fermín Caballero - Yolanda Estela Roa de Martínez - Víctor Fernández - Ramón Gustavo Handverker - Sandra Mercedes Moreno - Rubén Antonio Dasso - Roberto Domingo Vizcaíno Braida - Inés Beatriz Campuzano - Carlos Alfredo Kunz - Antonio Ernesto Juárez - Olga Cogorno - Hugo Telesforo Jara - Adrián Floro Bogado - Susana Margarita Slamic - Juan Carlos Mendoza - Ricardo Mendoza |
| "A" Frente de la Victoria                     | Partido Justicialista                     | 8.595                             | 7,67                  |                       | 112.076   | 57,31     | 19/30  | - Rodolfo Ricardo Raúl Roquel - María Rosa Bojorque - Ramón Francisco Giménez - Fermín Caballero - Yolanda Estela Roa de Martínez - Víctor Fernández - Ramón Gustavo Handverker - Sandra Mercedes Moreno - Rubén Antonio Dasso - Roberto Domingo Vizcaíno Braida - Inés Beatriz Campuzano - Carlos Alfredo Kunz - Antonio Ernesto Juárez - Olga Cogorno - Hugo Telesforo Jara - Adrián Floro Bogado - Susana Margarita Slamic - Juan Carlos Mendoza - Ricardo Mendoza |
| "F" G.I.L.D.O. 03                             | Partido Justicialista                     | 5.699                             | 5,08                  |                       | 112.076   | 57,31     | 19/30  | - Rodolfo Ricardo Raúl Roquel - María Rosa Bojorque - Ramón Francisco Giménez - Fermín Caballero - Yolanda Estela Roa de Martínez - Víctor Fernández - Ramón Gustavo Handverker - Sandra Mercedes Moreno - Rubén Antonio Dasso - Roberto Domingo Vizcaíno Braida - Inés Beatriz Campuzano - Carlos Alfredo Kunz - Antonio Ernesto Juárez - Olga Cogorno - Hugo Telesforo Jara - Adrián Floro Bogado - Susana Margarita Slamic - Juan Carlos Mendoza - Ricardo Mendoza |
| "U" 17 de octubre                             | Partido Justicialista                     | 2.804                             | 2,50                  |                       | 112.076   | 57,31     | 19/30  | - Rodolfo Ricardo Raúl Roquel - María Rosa Bojorque - Ramón Francisco Giménez - Fermín Caballero - Yolanda Estela Roa de Martínez - Víctor Fernández - Ramón Gustavo Handverker - Sandra Mercedes Moreno - Rubén Antonio Dasso - Roberto Domingo Vizcaíno Braida - Inés Beatriz Campuzano - Carlos Alfredo Kunz - Antonio Ernesto Juárez - Olga Cogorno - Hugo Telesforo Jara - Adrián Floro Bogado - Susana Margarita Slamic - Juan Carlos Mendoza - Ricardo Mendoza |
| "Z" Unidos Venceremos                         | Partido Justicialista                     | 2.444                             | 2,18                  |                       | 112.076   | 57,31     | 19/30  | - Rodolfo Ricardo Raúl Roquel - María Rosa Bojorque - Ramón Francisco Giménez - Fermín Caballero - Yolanda Estela Roa de Martínez - Víctor Fernández - Ramón Gustavo Handverker - Sandra Mercedes Moreno - Rubén Antonio Dasso - Roberto Domingo Vizcaíno Braida - Inés Beatriz Campuzano - Carlos Alfredo Kunz - Antonio Ernesto Juárez - Olga Cogorno - Hugo Telesforo Jara - Adrián Floro Bogado - Susana Margarita Slamic - Juan Carlos Mendoza - Ricardo Mendoza |
| "M" Por Formosa                               | Partido Justicialista                     | 2.115                             | 1,89                  |                       | 112.076   | 57,31     | 19/30  | - Rodolfo Ricardo Raúl Roquel - María Rosa Bojorque - Ramón Francisco Giménez - Fermín Caballero - Yolanda Estela Roa de Martínez - Víctor Fernández - Ramón Gustavo Handverker - Sandra Mercedes Moreno - Rubén Antonio Dasso - Roberto Domingo Vizcaíno Braida - Inés Beatriz Campuzano - Carlos Alfredo Kunz - Antonio Ernesto Juárez - Olga Cogorno - Hugo Telesforo Jara - Adrián Floro Bogado - Susana Margarita Slamic - Juan Carlos Mendoza - Ricardo Mendoza |
| "C" Compromiso con la Gente                   | Partido Justicialista                     | 1.840                             | 1,64                  |                       | 112.076   | 57,31     | 19/30  | - Rodolfo Ricardo Raúl Roquel - María Rosa Bojorque - Ramón Francisco Giménez - Fermín Caballero - Yolanda Estela Roa de Martínez - Víctor Fernández - Ramón Gustavo Handverker - Sandra Mercedes Moreno - Rubén Antonio Dasso - Roberto Domingo Vizcaíno Braida - Inés Beatriz Campuzano - Carlos Alfredo Kunz - Antonio Ernesto Juárez - Olga Cogorno - Hugo Telesforo Jara - Adrián Floro Bogado - Susana Margarita Slamic - Juan Carlos Mendoza - Ricardo Mendoza |
| "T" Formosa para Todos                        | Partido Justicialista                     | 1.779                             | 1,59                  |                       | 112.076   | 57,31     | 19/30  | - Rodolfo Ricardo Raúl Roquel - María Rosa Bojorque - Ramón Francisco Giménez - Fermín Caballero - Yolanda Estela Roa de Martínez - Víctor Fernández - Ramón Gustavo Handverker - Sandra Mercedes Moreno - Rubén Antonio Dasso - Roberto Domingo Vizcaíno Braida - Inés Beatriz Campuzano - Carlos Alfredo Kunz - Antonio Ernesto Juárez - Olga Cogorno - Hugo Telesforo Jara - Adrián Floro Bogado - Susana Margarita Slamic - Juan Carlos Mendoza - Ricardo Mendoza |
| "J" Nueva Generación                          | Partido Justicialista                     | 1.560                             | 1,39                  |                       | 112.076   | 57,31     | 19/30  | - Rodolfo Ricardo Raúl Roquel - María Rosa Bojorque - Ramón Francisco Giménez - Fermín Caballero - Yolanda Estela Roa de Martínez - Víctor Fernández - Ramón Gustavo Handverker - Sandra Mercedes Moreno - Rubén Antonio Dasso - Roberto Domingo Vizcaíno Braida - Inés Beatriz Campuzano - Carlos Alfredo Kunz - Antonio Ernesto Juárez - Olga Cogorno - Hugo Telesforo Jara - Adrián Floro Bogado - Susana Margarita Slamic - Juan Carlos Mendoza - Ricardo Mendoza |
| "a" Partido Social Demócrata                  | Partido Justicialista                     | 1.138                             | 1,02                  |                       | 112.076   | 57,31     | 19/30  | - Rodolfo Ricardo Raúl Roquel - María Rosa Bojorque - Ramón Francisco Giménez - Fermín Caballero - Yolanda Estela Roa de Martínez - Víctor Fernández - Ramón Gustavo Handverker - Sandra Mercedes Moreno - Rubén Antonio Dasso - Roberto Domingo Vizcaíno Braida - Inés Beatriz Campuzano - Carlos Alfredo Kunz - Antonio Ernesto Juárez - Olga Cogorno - Hugo Telesforo Jara - Adrián Floro Bogado - Susana Margarita Slamic - Juan Carlos Mendoza - Ricardo Mendoza |
| "LL" Jefas de Hogar                           | Partido Justicialista                     | 1.051                             | 0,94                  |                       | 112.076   | 57,31     | 19/30  | - Rodolfo Ricardo Raúl Roquel - María Rosa Bojorque - Ramón Francisco Giménez - Fermín Caballero - Yolanda Estela Roa de Martínez - Víctor Fernández - Ramón Gustavo Handverker - Sandra Mercedes Moreno - Rubén Antonio Dasso - Roberto Domingo Vizcaíno Braida - Inés Beatriz Campuzano - Carlos Alfredo Kunz - Antonio Ernesto Juárez - Olga Cogorno - Hugo Telesforo Jara - Adrián Floro Bogado - Susana Margarita Slamic - Juan Carlos Mendoza - Ricardo Mendoza |
| "D" Partido Auténtico Formoseño               | Partido Justicialista                     | 929                               | 0,83                  |                       | 112.076   | 57,31     | 19/30  | - Rodolfo Ricardo Raúl Roquel - María Rosa Bojorque - Ramón Francisco Giménez - Fermín Caballero - Yolanda Estela Roa de Martínez - Víctor Fernández - Ramón Gustavo Handverker - Sandra Mercedes Moreno - Rubén Antonio Dasso - Roberto Domingo Vizcaíno Braida - Inés Beatriz Campuzano - Carlos Alfredo Kunz - Antonio Ernesto Juárez - Olga Cogorno - Hugo Telesforo Jara - Adrián Floro Bogado - Susana Margarita Slamic - Juan Carlos Mendoza - Ricardo Mendoza |
| "K" Partido Demócrata Progresista             | Partido Justicialista                     | 874                               | 0,78                  |                       | 112.076   | 57,31     | 19/30  | - Rodolfo Ricardo Raúl Roquel - María Rosa Bojorque - Ramón Francisco Giménez - Fermín Caballero - Yolanda Estela Roa de Martínez - Víctor Fernández - Ramón Gustavo Handverker - Sandra Mercedes Moreno - Rubén Antonio Dasso - Roberto Domingo Vizcaíno Braida - Inés Beatriz Campuzano - Carlos Alfredo Kunz - Antonio Ernesto Juárez - Olga Cogorno - Hugo Telesforo Jara - Adrián Floro Bogado - Susana Margarita Slamic - Juan Carlos Mendoza - Ricardo Mendoza |
| "P" Movimiento Independiente de Participación | Partido Justicialista                     | 755                               | 0,67                  |                       | 112.076   | 57,31     | 19/30  | - Rodolfo Ricardo Raúl Roquel - María Rosa Bojorque - Ramón Francisco Giménez - Fermín Caballero - Yolanda Estela Roa de Martínez - Víctor Fernández - Ramón Gustavo Handverker - Sandra Mercedes Moreno - Rubén Antonio Dasso - Roberto Domingo Vizcaíno Braida - Inés Beatriz Campuzano - Carlos Alfredo Kunz - Antonio Ernesto Juárez - Olga Cogorno - Hugo Telesforo Jara - Adrián Floro Bogado - Susana Margarita Slamic - Juan Carlos Mendoza - Ricardo Mendoza |
| "Q" Militantes Unidos                         | Partido Justicialista                     | 706                               | 0,63                  |                       | 112.076   | 57,31     | 19/30  | - Rodolfo Ricardo Raúl Roquel - María Rosa Bojorque - Ramón Francisco Giménez - Fermín Caballero - Yolanda Estela Roa de Martínez - Víctor Fernández - Ramón Gustavo Handverker - Sandra Mercedes Moreno - Rubén Antonio Dasso - Roberto Domingo Vizcaíno Braida - Inés Beatriz Campuzano - Carlos Alfredo Kunz - Antonio Ernesto Juárez - Olga Cogorno - Hugo Telesforo Jara - Adrián Floro Bogado - Susana Margarita Slamic - Juan Carlos Mendoza - Ricardo Mendoza |
| "E" Fortaleza                                 | Partido Justicialista                     | 695                               | 0,62                  |                       | 112.076   | 57,31     | 19/30  | - Rodolfo Ricardo Raúl Roquel - María Rosa Bojorque - Ramón Francisco Giménez - Fermín Caballero - Yolanda Estela Roa de Martínez - Víctor Fernández - Ramón Gustavo Handverker - Sandra Mercedes Moreno - Rubén Antonio Dasso - Roberto Domingo Vizcaíno Braida - Inés Beatriz Campuzano - Carlos Alfredo Kunz - Antonio Ernesto Juárez - Olga Cogorno - Hugo Telesforo Jara - Adrián Floro Bogado - Susana Margarita Slamic - Juan Carlos Mendoza - Ricardo Mendoza |
| "L" Fuerza Renovadora                         | Partido Justicialista                     | 688                               | 0,61                  |                       | 112.076   | 57,31     | 19/30  | - Rodolfo Ricardo Raúl Roquel - María Rosa Bojorque - Ramón Francisco Giménez - Fermín Caballero - Yolanda Estela Roa de Martínez - Víctor Fernández - Ramón Gustavo Handverker - Sandra Mercedes Moreno - Rubén Antonio Dasso - Roberto Domingo Vizcaíno Braida - Inés Beatriz Campuzano - Carlos Alfredo Kunz - Antonio Ernesto Juárez - Olga Cogorno - Hugo Telesforo Jara - Adrián Floro Bogado - Susana Margarita Slamic - Juan Carlos Mendoza - Ricardo Mendoza |
| "H" Movimiento Grande de la Esperanza         | Partido Justicialista                     | 681                               | 0,61                  |                       | 112.076   | 57,31     | 19/30  | - Rodolfo Ricardo Raúl Roquel - María Rosa Bojorque - Ramón Francisco Giménez - Fermín Caballero - Yolanda Estela Roa de Martínez - Víctor Fernández - Ramón Gustavo Handverker - Sandra Mercedes Moreno - Rubén Antonio Dasso - Roberto Domingo Vizcaíno Braida - Inés Beatriz Campuzano - Carlos Alfredo Kunz - Antonio Ernesto Juárez - Olga Cogorno - Hugo Telesforo Jara - Adrián Floro Bogado - Susana Margarita Slamic - Juan Carlos Mendoza - Ricardo Mendoza |
| "W" Dirigentes Unidos                         | Partido Justicialista                     | 612                               | 0,55                  |                       | 112.076   | 57,31     | 19/30  | - Rodolfo Ricardo Raúl Roquel - María Rosa Bojorque - Ramón Francisco Giménez - Fermín Caballero - Yolanda Estela Roa de Martínez - Víctor Fernández - Ramón Gustavo Handverker - Sandra Mercedes Moreno - Rubén Antonio Dasso - Roberto Domingo Vizcaíno Braida - Inés Beatriz Campuzano - Carlos Alfredo Kunz - Antonio Ernesto Juárez - Olga Cogorno - Hugo Telesforo Jara - Adrián Floro Bogado - Susana Margarita Slamic - Juan Carlos Mendoza - Ricardo Mendoza |
| "N" Acción Nativa                             | Partido Justicialista                     | 597                               | 0,53                  |                       | 112.076   | 57,31     | 19/30  | - Rodolfo Ricardo Raúl Roquel - María Rosa Bojorque - Ramón Francisco Giménez - Fermín Caballero - Yolanda Estela Roa de Martínez - Víctor Fernández - Ramón Gustavo Handverker - Sandra Mercedes Moreno - Rubén Antonio Dasso - Roberto Domingo Vizcaíno Braida - Inés Beatriz Campuzano - Carlos Alfredo Kunz - Antonio Ernesto Juárez - Olga Cogorno - Hugo Telesforo Jara - Adrián Floro Bogado - Susana Margarita Slamic - Juan Carlos Mendoza - Ricardo Mendoza |
| "Y" Acuerdo de Unidad Formoseña               | Partido Justicialista                     | 597                               | 0,53                  |                       | 112.076   | 57,31     | 19/30  | - Rodolfo Ricardo Raúl Roquel - María Rosa Bojorque - Ramón Francisco Giménez - Fermín Caballero - Yolanda Estela Roa de Martínez - Víctor Fernández - Ramón Gustavo Handverker - Sandra Mercedes Moreno - Rubén Antonio Dasso - Roberto Domingo Vizcaíno Braida - Inés Beatriz Campuzano - Carlos Alfredo Kunz - Antonio Ernesto Juárez - Olga Cogorno - Hugo Telesforo Jara - Adrián Floro Bogado - Susana Margarita Slamic - Juan Carlos Mendoza - Ricardo Mendoza |
| "V" Movimiento de Acción Popular              | Partido Justicialista                     | 579                               | 0,52                  |                       | 112.076   | 57,31     | 19/30  | - Rodolfo Ricardo Raúl Roquel - María Rosa Bojorque - Ramón Francisco Giménez - Fermín Caballero - Yolanda Estela Roa de Martínez - Víctor Fernández - Ramón Gustavo Handverker - Sandra Mercedes Moreno - Rubén Antonio Dasso - Roberto Domingo Vizcaíno Braida - Inés Beatriz Campuzano - Carlos Alfredo Kunz - Antonio Ernesto Juárez - Olga Cogorno - Hugo Telesforo Jara - Adrián Floro Bogado - Susana Margarita Slamic - Juan Carlos Mendoza - Ricardo Mendoza |
| "I" Nuestro Tiempo                            | Partido Justicialista                     | 572                               | 0,51                  |                       | 112.076   | 57,31     | 19/30  | - Rodolfo Ricardo Raúl Roquel - María Rosa Bojorque - Ramón Francisco Giménez - Fermín Caballero - Yolanda Estela Roa de Martínez - Víctor Fernández - Ramón Gustavo Handverker - Sandra Mercedes Moreno - Rubén Antonio Dasso - Roberto Domingo Vizcaíno Braida - Inés Beatriz Campuzano - Carlos Alfredo Kunz - Antonio Ernesto Juárez - Olga Cogorno - Hugo Telesforo Jara - Adrián Floro Bogado - Susana Margarita Slamic - Juan Carlos Mendoza - Ricardo Mendoza |
| "X" Acción y Militancia                       | Partido Justicialista                     | 496                               | 0,44                  |                       | 112.076   | 57,31     | 19/30  | - Rodolfo Ricardo Raúl Roquel - María Rosa Bojorque - Ramón Francisco Giménez - Fermín Caballero - Yolanda Estela Roa de Martínez - Víctor Fernández - Ramón Gustavo Handverker - Sandra Mercedes Moreno - Rubén Antonio Dasso - Roberto Domingo Vizcaíno Braida - Inés Beatriz Campuzano - Carlos Alfredo Kunz - Antonio Ernesto Juárez - Olga Cogorno - Hugo Telesforo Jara - Adrián Floro Bogado - Susana Margarita Slamic - Juan Carlos Mendoza - Ricardo Mendoza |
| "Ñ" Militancia                                | Partido Justicialista                     | 414                               | 0,37                  |                       | 112.076   | 57,31     | 19/30  | - Rodolfo Ricardo Raúl Roquel - María Rosa Bojorque - Ramón Francisco Giménez - Fermín Caballero - Yolanda Estela Roa de Martínez - Víctor Fernández - Ramón Gustavo Handverker - Sandra Mercedes Moreno - Rubén Antonio Dasso - Roberto Domingo Vizcaíno Braida - Inés Beatriz Campuzano - Carlos Alfredo Kunz - Antonio Ernesto Juárez - Olga Cogorno - Hugo Telesforo Jara - Adrián Floro Bogado - Susana Margarita Slamic - Juan Carlos Mendoza - Ricardo Mendoza |
| "B" Frente para el Cambio                     | Partido Justicialista                     | 377                               | 0,34                  |                       | 112.076   | 57,31     | 19/30  | - Rodolfo Ricardo Raúl Roquel - María Rosa Bojorque - Ramón Francisco Giménez - Fermín Caballero - Yolanda Estela Roa de Martínez - Víctor Fernández - Ramón Gustavo Handverker - Sandra Mercedes Moreno - Rubén Antonio Dasso - Roberto Domingo Vizcaíno Braida - Inés Beatriz Campuzano - Carlos Alfredo Kunz - Antonio Ernesto Juárez - Olga Cogorno - Hugo Telesforo Jara - Adrián Floro Bogado - Susana Margarita Slamic - Juan Carlos Mendoza - Ricardo Mendoza |
| "R" Fe y Esperanza                            | Partido Justicialista                     | 311                               | 0,28                  |                       | 112.076   | 57,31     | 19/30  | - Rodolfo Ricardo Raúl Roquel - María Rosa Bojorque - Ramón Francisco Giménez - Fermín Caballero - Yolanda Estela Roa de Martínez - Víctor Fernández - Ramón Gustavo Handverker - Sandra Mercedes Moreno - Rubén Antonio Dasso - Roberto Domingo Vizcaíno Braida - Inés Beatriz Campuzano - Carlos Alfredo Kunz - Antonio Ernesto Juárez - Olga Cogorno - Hugo Telesforo Jara - Adrián Floro Bogado - Susana Margarita Slamic - Juan Carlos Mendoza - Ricardo Mendoza |
| "S" Recuperemos Formosa                       | Partido Justicialista                     | 239                               | 0,21                  |                       | 112.076   | 57,31     | 19/30  | - Rodolfo Ricardo Raúl Roquel - María Rosa Bojorque - Ramón Francisco Giménez - Fermín Caballero - Yolanda Estela Roa de Martínez - Víctor Fernández - Ramón Gustavo Handverker - Sandra Mercedes Moreno - Rubén Antonio Dasso - Roberto Domingo Vizcaíno Braida - Inés Beatriz Campuzano - Carlos Alfredo Kunz - Antonio Ernesto Juárez - Olga Cogorno - Hugo Telesforo Jara - Adrián Floro Bogado - Susana Margarita Slamic - Juan Carlos Mendoza - Ricardo Mendoza |
| "O" Fuerza del Litoral                        | Partido Justicialista                     | 237                               | 0,21                  |                       | 112.076   | 57,31     | 19/30  | - Rodolfo Ricardo Raúl Roquel - María Rosa Bojorque - Ramón Francisco Giménez - Fermín Caballero - Yolanda Estela Roa de Martínez - Víctor Fernández - Ramón Gustavo Handverker - Sandra Mercedes Moreno - Rubén Antonio Dasso - Roberto Domingo Vizcaíno Braida - Inés Beatriz Campuzano - Carlos Alfredo Kunz - Antonio Ernesto Juárez - Olga Cogorno - Hugo Telesforo Jara - Adrián Floro Bogado - Susana Margarita Slamic - Juan Carlos Mendoza - Ricardo Mendoza |
|                                               | Partido del Triunfo Social                | "A" Unidad Popular para el Cambio | 24.664                | 55,46                 | 44.472    | 22,74     | 7/30   | - Vicente Bienvenido Joga - Martha Alicia Kozameh - Trinidad José Escobar - Apolonio Núñez - Lidia Erasma Bonnet de Branda - Williams Dardo Caraballo - Daniel Edgardo Alonso |
| "T" Trabajadores Autoconvocados               | Partido del Triunfo Social                | 4.666                             | 10,49                 |                       | 44.472    | 22,74     | 7/30   | - Vicente Bienvenido Joga - Martha Alicia Kozameh - Trinidad José Escobar - Apolonio Núñez - Lidia Erasma Bonnet de Branda - Williams Dardo Caraballo - Daniel Edgardo Alonso |
| "C" Ciudadanos por el Cambio                  | Partido del Triunfo Social                | 4.208                             | 9,46                  |                       | 44.472    | 22,74     | 7/30   | - Vicente Bienvenido Joga - Martha Alicia Kozameh - Trinidad José Escobar - Apolonio Núñez - Lidia Erasma Bonnet de Branda - Williams Dardo Caraballo - Daniel Edgardo Alonso |
| "M" Movimiento de Recuperación Popular        | Partido del Triunfo Social                | 2.966                             | 6,67                  |                       | 44.472    | 22,74     | 7/30   | - Vicente Bienvenido Joga - Martha Alicia Kozameh - Trinidad José Escobar - Apolonio Núñez - Lidia Erasma Bonnet de Branda - Williams Dardo Caraballo - Daniel Edgardo Alonso |
| "F" Nuevo Frente                              | Partido del Triunfo Social                | 2.829                             | 6,36                  |                       | 44.472    | 22,74     | 7/30   | - Vicente Bienvenido Joga - Martha Alicia Kozameh - Trinidad José Escobar - Apolonio Núñez - Lidia Erasma Bonnet de Branda - Williams Dardo Caraballo - Daniel Edgardo Alonso |
| "O" Partido Renovador del Oeste               | Partido del Triunfo Social                | 2.242                             | 5,04                  |                       | 44.472    | 22,74     | 7/30   | - Vicente Bienvenido Joga - Martha Alicia Kozameh - Trinidad José Escobar - Apolonio Núñez - Lidia Erasma Bonnet de Branda - Williams Dardo Caraballo - Daniel Edgardo Alonso |
| "L" Acción Cívica                             | Partido del Triunfo Social                | 1.176                             | 2,64                  |                       | 44.472    | 22,74     | 7/30   | - Vicente Bienvenido Joga - Martha Alicia Kozameh - Trinidad José Escobar - Apolonio Núñez - Lidia Erasma Bonnet de Branda - Williams Dardo Caraballo - Daniel Edgardo Alonso |
| "S" Polo Social                               | Partido del Triunfo Social                | 971                               | 2,18                  |                       | 44.472    | 22,74     | 7/30   | - Vicente Bienvenido Joga - Martha Alicia Kozameh - Trinidad José Escobar - Apolonio Núñez - Lidia Erasma Bonnet de Branda - Williams Dardo Caraballo - Daniel Edgardo Alonso |
| "V" Tercera Edad de Vuelta la Frente          | Partido del Triunfo Social                | 750                               | 1,69                  |                       | 44.472    | 22,74     | 7/30   | - Vicente Bienvenido Joga - Martha Alicia Kozameh - Trinidad José Escobar - Apolonio Núñez - Lidia Erasma Bonnet de Branda - Williams Dardo Caraballo - Daniel Edgardo Alonso |
|                                               | Unión Cívica Radical                      | "H" Hernández 2003                | 6.453                 | 24,29                 | 26.562    | 13,58     | 4/30   | - Carlos Blas Hoyos - Benito Roberto Aranda - Úrsula Consiglio - Juan Fernández Bedoya |
| "I" Integración Social                        | Unión Cívica Radical                      | 4.907                             | 18,47                 |                       | 26.562    | 13,58     | 4/30   | - Carlos Blas Hoyos - Benito Roberto Aranda - Úrsula Consiglio - Juan Fernández Bedoya |
| "A" Intransigencia Radical                    | Unión Cívica Radical                      | 4.000                             | 15,06                 |                       | 26.562    | 13,58     | 4/30   | - Carlos Blas Hoyos - Benito Roberto Aranda - Úrsula Consiglio - Juan Fernández Bedoya |
| "L" Formosa de Todos                          | Unión Cívica Radical                      | 1.753                             | 6,60                  |                       | 26.562    | 13,58     | 4/30   | - Carlos Blas Hoyos - Benito Roberto Aranda - Úrsula Consiglio - Juan Fernández Bedoya |
| "F" Frente Renovador                          | Unión Cívica Radical                      | 1.493                             | 5,62                  |                       | 26.562    | 13,58     | 4/30   | - Carlos Blas Hoyos - Benito Roberto Aranda - Úrsula Consiglio - Juan Fernández Bedoya |
| "N" Nuestra Esperanza                         | Unión Cívica Radical                      | 1.292                             | 4,86                  |                       | 26.562    | 13,58     | 4/30   | - Carlos Blas Hoyos - Benito Roberto Aranda - Úrsula Consiglio - Juan Fernández Bedoya |
| "C" Cambio Radical                            | Unión Cívica Radical                      | 1.239                             | 4,66                  |                       | 26.562    | 13,58     | 4/30   | - Carlos Blas Hoyos - Benito Roberto Aranda - Úrsula Consiglio - Juan Fernández Bedoya |
| "D" Unidad Radical                            | Unión Cívica Radical                      | 1.237                             | 4,66                  |                       | 26.562    | 13,58     | 4/30   | - Carlos Blas Hoyos - Benito Roberto Aranda - Úrsula Consiglio - Juan Fernández Bedoya |
| "R" Renovación y Cambio                       | Unión Cívica Radical                      | 1.077                             | 4,05                  |                       | 26.562    | 13,58     | 4/30   | - Carlos Blas Hoyos - Benito Roberto Aranda - Úrsula Consiglio - Juan Fernández Bedoya |
| "E" Identidad Radical                         | Unión Cívica Radical                      | 965                               | 3,63                  |                       | 26.562    | 13,58     | 4/30   | - Carlos Blas Hoyos - Benito Roberto Aranda - Úrsula Consiglio - Juan Fernández Bedoya |
| "S" Nueva Fuerza Provincial Renovadora        | Unión Cívica Radical                      | 754                               | 2,84                  |                       | 26.562    | 13,58     | 4/30   | - Carlos Blas Hoyos - Benito Roberto Aranda - Úrsula Consiglio - Juan Fernández Bedoya |
| "B" Alternativa Radical Integradora           | Unión Cívica Radical                      | 632                               | 2,38                  |                       | 26.562    | 13,58     | 4/30   | - Carlos Blas Hoyos - Benito Roberto Aranda - Úrsula Consiglio - Juan Fernández Bedoya |
| "K" Frente de la Esperanza                    | Unión Cívica Radical                      | 591                               | 2,22                  |                       | 26.562    | 13,58     | 4/30   | - Carlos Blas Hoyos - Benito Roberto Aranda - Úrsula Consiglio - Juan Fernández Bedoya |
| "G" Acción Solidaria                          | Unión Cívica Radical                      | 68                                | 0,26                  |                       | 26.562    | 13,58     | 4/30   | - Carlos Blas Hoyos - Benito Roberto Aranda - Úrsula Consiglio - Juan Fernández Bedoya |
| "M" Formosa mi Ciudad                         | Unión Cívica Radical                      | 65                                | 0,24                  |                       | 26.562    | 13,58     | 4/30   | - Carlos Blas Hoyos - Benito Roberto Aranda - Úrsula Consiglio - Juan Fernández Bedoya |
| "J" Jóvenes por la Renovación                 | Unión Cívica Radical                      | 36                                | 0,14                  |                       | 26.562    | 13,58     | 4/30   | - Carlos Blas Hoyos - Benito Roberto Aranda - Úrsula Consiglio - Juan Fernández Bedoya |
|                                               | Movimiento de Integración y Desarrollo    | "A" La Esperanza es el Desarrollo | 2.777                 | 34,55                 | 8.037     | 4,11      |        | |
| "D" Todos por el Desarrollo                   | Movimiento de Integración y Desarrollo    | 3.109                             | 38,68                 |                       | 8.037     | 4,11      |        | |
| "M" La Alternativa es el Desarrollo           | Movimiento de Integración y Desarrollo    | 1.189                             | 14,79                 |                       | 8.037     | 4,11      |        | |
| "U" Unidad                                    | Movimiento de Integración y Desarrollo    | 962                               | 11,97                 |                       | 8.037     | 4,11      |        | |
|                                               | Afirmación para una República Igualitaria | —                                 | —                     | —                     | 3.732     | 1,91      |        | |
|                                               | Partido Humanista                         | —                                 | —                     | —                     | 699       | 0,36      |        | |
| Votos positivos                               | Votos positivos                           | Votos positivos                   | Votos positivos       | Votos positivos       | 195.578   | Sin datos |        | |
| Votos en blanco                               | Votos en blanco                           | Votos en blanco                   | Votos en blanco       | Votos en blanco       | Sin datos | Sin datos |        | |
| Votos anulados                                | Votos anulados                            | Votos anulados                    | Votos anulados        | Votos anulados        | Sin datos | Sin datos |        | |
| Participación                                 | Participación                             | Participación                     | Participación         | Participación         | Sin datos | Sin datos |        | |
| Electores registrados                         | Electores registrados                     | Electores registrados             | Electores registrados | Electores registrados | 300.551   | 100       |        | |
| Fuente:                                       |                                           |                                   |                       |                       |           |           |        | |

### Gobernador y vicegobernador
| Lema                                          | Lema                                      | Sublema                  | Fórmula                    | Fórmula                | Sublema               | Sublema               | Lema    | Lema  |
| Lema                                          | Lema                                      | Sublema                  | Gobernador                 | Vicegobernador         | Votos                 | %                     | Votos   | %     |
| --------------------------------------------- | ----------------------------------------- | ------------------------ | -------------------------- | ---------------------- | --------------------- | --------------------- | ------- | ----- |
|                                               | Partido Justicialista                     | "G" Frente de la Unidad  | Gildo Insfrán              | Floro Bogado           | 53.060                | 36,97                 | 143.509 | 72,05 |
| "A" Frente de la Victoria                     | Partido Justicialista                     | 9.871                    | Gildo Insfrán              | Floro Bogado           | 6,88                  |                       | 143.509 | 72,05 |
| "U" 17 de octubre                             | Partido Justicialista                     | 8.486                    | Gildo Insfrán              | Floro Bogado           | 5,91                  |                       | 143.509 | 72,05 |
| "Z" Unidos Venceremos                         | Partido Justicialista                     | 5.726                    | Gildo Insfrán              | Floro Bogado           | 3,99                  |                       | 143.509 | 72,05 |
| "T" Formosa para Todos                        | Partido Justicialista                     | 5.517                    | Gildo Insfrán              | Floro Bogado           | 3,84                  |                       | 143.509 | 72,05 |
| "F" G.I.L.D.O. 03                             | Partido Justicialista                     | 4.989                    | Gildo Insfrán              | Floro Bogado           | 3,48                  |                       | 143.509 | 72,05 |
| "o" Unidad para la Victoria                   | Partido Justicialista                     | 3.670                    | Gildo Insfrán              | Floro Bogado           | 2,56                  |                       | 143.509 | 72,05 |
| "M" Volver al Desarrollo                      | Partido Justicialista                     | 3.444                    | Gildo Insfrán              | Floro Bogado           | 2,40                  |                       | 143.509 | 72,05 |
| "s" Entre Todos                               | Partido Justicialista                     | 3.401                    | Gildo Insfrán              | Floro Bogado           | 2,37                  |                       | 143.509 | 72,05 |
| "E" Fortaleza                                 | Partido Justicialista                     | 2.914                    | Gildo Insfrán              | Floro Bogado           | 2,03                  |                       | 143.509 | 72,05 |
| "J" Nueva Generación                          | Partido Justicialista                     | 2.732                    | Gildo Insfrán              | Floro Bogado           | 1,90                  |                       | 143.509 | 72,05 |
| "R" Fraternidad Peronista                     | Partido Justicialista                     | 1.909                    | Gildo Insfrán              | Floro Bogado           | 1,33                  |                       | 143.509 | 72,05 |
| "C" Compañero                                 | Partido Justicialista                     | 1.899                    | Gildo Insfrán              | Floro Bogado           | 1,32                  |                       | 143.509 | 72,05 |
| "w" Por Formosa                               | Partido Justicialista                     | 1.805                    | Gildo Insfrán              | Floro Bogado           | 1,26                  |                       | 143.509 | 72,05 |
| "B" Gobierna para Todos                       | Partido Justicialista                     | 1.615                    | Gildo Insfrán              | Floro Bogado           | 1,13                  |                       | 143.509 | 72,05 |
| "V" Movimiento de Acción Popular              | Partido Justicialista                     | 1.485                    | Gildo Insfrán              | Floro Bogado           | 1,03                  |                       | 143.509 | 72,05 |
| "CH" Compromiso con la Gente                  | Partido Justicialista                     | 1.425                    | Gildo Insfrán              | Floro Bogado           | 0,99                  |                       | 143.509 | 72,05 |
| "H" Moves                                     | Partido Justicialista                     | 1.334                    | Gildo Insfrán              | Floro Bogado           | 0,93                  |                       | 143.509 | 72,05 |
| "v" Comunidad Organizada                      | Partido Justicialista                     | 1.172                    | Gildo Insfrán              | Floro Bogado           | 0,82                  |                       | 143.509 | 72,05 |
| "e" Convocatoria Peronista                    | Partido Justicialista                     | 1.154                    | Gildo Insfrán              | Floro Bogado           | 0,80                  |                       | 143.509 | 72,05 |
| "m" Todos por el Desarrollo                   | Partido Justicialista                     | 1.067                    | Gildo Insfrán              | Floro Bogado           | 0,74                  |                       | 143.509 | 72,05 |
| "H" Renacer de la Tercera Edad                | Partido Justicialista                     | 1.050                    | Gildo Insfrán              | Floro Bogado           | 0,73                  |                       | 143.509 | 72,05 |
| "K" Partido Demócrata Progresista             | Partido Justicialista                     | 977                      | Gildo Insfrán              | Floro Bogado           | 0,68                  |                       | 143.509 | 72,05 |
| "g" Movimiento Recrear                        | Partido Justicialista                     | 936                      | Gildo Insfrán              | Floro Bogado           | 0,65                  |                       | 143.509 | 72,05 |
| "i" Causa Clorindense                         | Partido Justicialista                     | 910                      | Gildo Insfrán              | Floro Bogado           | 0,63                  |                       | 143.509 | 72,05 |
| "Q" Peronistas por Perón U. y L.              | Partido Justicialista                     | 887                      | Gildo Insfrán              | Floro Bogado           | 0,62                  |                       | 143.509 | 72,05 |
| "C" Partido Conservador Popular               | Partido Justicialista                     | 856                      | Gildo Insfrán              | Floro Bogado           | 0,60                  |                       | 143.509 | 72,05 |
| "S" Sol                                       | Partido Justicialista                     | 718                      | Gildo Insfrán              | Floro Bogado           | 0,50                  |                       | 143.509 | 72,05 |
| "N" Pacto Federal                             | Partido Justicialista                     | 655                      | Gildo Insfrán              | Floro Bogado           | 0,46                  |                       | 143.509 | 72,05 |
| "LL" Jefas de Hogar                           | Partido Justicialista                     | 643                      | Gildo Insfrán              | Floro Bogado           | 0,45                  |                       | 143.509 | 72,05 |
| "L" Renovación y Apertura Peronista           | Partido Justicialista                     | 615                      | Gildo Insfrán              | Floro Bogado           | 0,43                  |                       | 143.509 | 72,05 |
| "L" La Esperanza de la Gente                  | Partido Justicialista                     | 595                      | Gildo Insfrán              | Floro Bogado           | 0,41                  |                       | 143.509 | 72,05 |
| "a" Partido Social Demócrata                  | Partido Justicialista                     | 580                      | Gildo Insfrán              | Floro Bogado           | 0,40                  |                       | 143.509 | 72,05 |
| "B" Reelección 2003                           | Partido Justicialista                     | 576                      | Gildo Insfrán              | Floro Bogado           | 0,40                  |                       | 143.509 | 72,05 |
| "R" M.O.D.I.N.                                | Partido Justicialista                     | 559                      | Gildo Insfrán              | Floro Bogado           | 0,39                  |                       | 143.509 | 72,05 |
| "p" Causa Popular                             | Partido Justicialista                     | 558                      | Gildo Insfrán              | Floro Bogado           | 0,39                  |                       | 143.509 | 72,05 |
| "M" Liberal Nuevo Frente                      | Partido Justicialista                     | 551                      | Gildo Insfrán              | Floro Bogado           | 0,38                  |                       | 143.509 | 72,05 |
| "O" Partido Autonomista                       | Partido Justicialista                     | 515                      | Gildo Insfrán              | Floro Bogado           | 0,36                  |                       | 143.509 | 72,05 |
| "d" Unidad y Lealtad Formoseña                | Partido Justicialista                     | 514                      | Gildo Insfrán              | Floro Bogado           | 0,36                  |                       | 143.509 | 72,05 |
| "D" Partido Auténtico Formoseño               | Partido Justicialista                     | 513                      | Gildo Insfrán              | Floro Bogado           | 0,36                  |                       | 143.509 | 72,05 |
| "k" Fuerza Renovadora                         | Partido Justicialista                     | 512                      | Gildo Insfrán              | Floro Bogado           | 0,36                  |                       | 143.509 | 72,05 |
| "Ñ" 26 de julio                               | Partido Justicialista                     | 509                      | Gildo Insfrán              | Floro Bogado           | 0,35                  |                       | 143.509 | 72,05 |
| "U" Colorado el Blanco Fin                    | Partido Justicialista                     | 492                      | Gildo Insfrán              | Floro Bogado           | 0,34                  |                       | 143.509 | 72,05 |
| "u" Unidad Obrera Justicialista               | Partido Justicialista                     | 483                      | Gildo Insfrán              | Floro Bogado           | 0,34                  |                       | 143.509 | 72,05 |
| "j" Municipales por Formosa                   | Partido Justicialista                     | 476                      | Gildo Insfrán              | Floro Bogado           | 0,33                  |                       | 143.509 | 72,05 |
| "ñ" Militancia                                | Partido Justicialista                     | 462                      | Gildo Insfrán              | Floro Bogado           | 0,32                  |                       | 143.509 | 72,05 |
| "K" Frente para Todos                         | Partido Justicialista                     | 448                      | Gildo Insfrán              | Floro Bogado           | 0,31                  |                       | 143.509 | 72,05 |
| "n" La Nueva Marcha                           | Partido Justicialista                     | 427                      | Gildo Insfrán              | Floro Bogado           | 0,30                  |                       | 143.509 | 72,05 |
| "I" Nuestro Tiempo                            | Partido Justicialista                     | 418                      | Gildo Insfrán              | Floro Bogado           | 0,29                  |                       | 143.509 | 72,05 |
| "P" Movimiento Independiente de Participación | Partido Justicialista                     | 414                      | Gildo Insfrán              | Floro Bogado           | 0,29                  |                       | 143.509 | 72,05 |
| "h" Herederos de Perón                        | Partido Justicialista                     | 387                      | Gildo Insfrán              | Floro Bogado           | 0,27                  |                       | 143.509 | 72,05 |
| "P" Proyecto Nacional                         | Partido Justicialista                     | 384                      | Gildo Insfrán              | Floro Bogado           | 0,27                  |                       | 143.509 | 72,05 |
| "S" Compromiso Estatal                        | Partido Justicialista                     | 360                      | Gildo Insfrán              | Floro Bogado           | 0,25                  |                       | 143.509 | 72,05 |
| "N" S.E.I.N.E.L.D.I.N.                        | Partido Justicialista                     | 357                      | Gildo Insfrán              | Floro Bogado           | 0,25                  |                       | 143.509 | 72,05 |
| "q" Lealtad Popular                           | Partido Justicialista                     | 356                      | Gildo Insfrán              | Floro Bogado           | 0,25                  |                       | 143.509 | 72,05 |
| "Ñ" Jóvenes Unidos                            | Partido Justicialista                     | 337                      | Gildo Insfrán              | Floro Bogado           | 0,23                  |                       | 143.509 | 72,05 |
| "T" Formosa Adelante                          | Partido Justicialista                     | 316                      | Gildo Insfrán              | Floro Bogado           | 0,22                  |                       | 143.509 | 72,05 |
| "J" Jóvenes por Formosa                       | Partido Justicialista                     | 315                      | Gildo Insfrán              | Floro Bogado           | 0,22                  |                       | 143.509 | 72,05 |
| "t" Tiempo de Unidad                          | Partido Justicialista                     | 307                      | Gildo Insfrán              | Floro Bogado           | 0,21                  |                       | 143.509 | 72,05 |
| "b" Acuerdo Unidad Formoseña                  | Partido Justicialista                     | 296                      | Gildo Insfrán              | Floro Bogado           | 0,21                  |                       | 143.509 | 72,05 |
| "X" Nueva Gente                               | Partido Justicialista                     | 294                      | Gildo Insfrán              | Floro Bogado           | 0,20                  |                       | 143.509 | 72,05 |
| "LL" Renovador del Oeste                      | Partido Justicialista                     | 292                      | Gildo Insfrán              | Floro Bogado           | 0,20                  |                       | 143.509 | 72,05 |
| "ch" Leal a la Causa                          | Partido Justicialista                     | 290                      | Gildo Insfrán              | Floro Bogado           | 0,20                  |                       | 143.509 | 72,05 |
| "r" Por Nuestra Gente                         | Partido Justicialista                     | 266                      | Gildo Insfrán              | Floro Bogado           | 0,19                  |                       | 143.509 | 72,05 |
| "w" Dirigentes Unidos                         | Partido Justicialista                     | 221                      | Gildo Insfrán              | Floro Bogado           | 0,15                  |                       | 143.509 | 72,05 |
| "rr" Nuevo Sol Formoseño                      | Partido Justicialista                     | 218                      | Gildo Insfrán              | Floro Bogado           | 0,15                  |                       | 143.509 | 72,05 |
| "Q" Militantes Unidos                         | Partido Justicialista                     | 200                      | Gildo Insfrán              | Floro Bogado           | 0,14                  |                       | 143.509 | 72,05 |
| "V" Formosa Unida                             | Partido Justicialista                     | 199                      | Gildo Insfrán              | Floro Bogado           | 0,14                  |                       | 143.509 | 72,05 |
| "z" Formosa para los Formoseños               | Partido Justicialista                     | 157                      | Gildo Insfrán              | Floro Bogado           | 0,11                  |                       | 143.509 | 72,05 |
| "x" Por un Mañana                             | Partido Justicialista                     | 153                      | Gildo Insfrán              | Floro Bogado           | 0,11                  |                       | 143.509 | 72,05 |
| "c" Todos por Pirané                          | Partido Justicialista                     | 148                      | Gildo Insfrán              | Floro Bogado           | 0,10                  |                       | 143.509 | 72,05 |
| "l" B.E.L.I.Z. Ya                             | Partido Justicialista                     | 148                      | Gildo Insfrán              | Floro Bogado           | 0,10                  |                       | 143.509 | 72,05 |
| "Y" Nam-Qom                                   | Partido Justicialista                     | 144                      | Gildo Insfrán              | Floro Bogado           | 0,10                  |                       | 143.509 | 72,05 |
| "Y" Aliados Unidad Formoseña                  | Partido Justicialista                     | 142                      | Gildo Insfrán              | Floro Bogado           | 0,10                  |                       | 143.509 | 72,05 |
| "X" Tradición Justicialista                   | Partido Justicialista                     | 138                      | Gildo Insfrán              | Floro Bogado           | 0,10                  |                       | 143.509 | 72,05 |
| "E" Juntos por Formosa                        | Partido Justicialista                     | 134                      | Gildo Insfrán              | Floro Bogado           | 0,09                  |                       | 143.509 | 72,05 |
| "CH" Fe y Esperanza                           | Partido Justicialista                     | 124                      | Gildo Insfrán              | Floro Bogado           | 0,09                  |                       | 143.509 | 72,05 |
| "y" Todos por la Dignidad                     | Partido Justicialista                     | 85                       | Gildo Insfrán              | Floro Bogado           | 0,06                  |                       | 143.509 | 72,05 |
| "O" Fuerza del Litoral                        | Partido Justicialista                     | 80                       | Gildo Insfrán              | Floro Bogado           | 0,06                  |                       | 143.509 | 72,05 |
| "I" Recuperemos Formosa                       | Partido Justicialista                     | 52                       | Gildo Insfrán              | Floro Bogado           | 0,04                  |                       | 143.509 | 72,05 |
| "ll" Organización Bases Justicialistas        | Partido Justicialista                     | 25                       | Gildo Insfrán              | Floro Bogado           | 0,02                  |                       | 143.509 | 72,05 |
| "f" Unidad Justicialista                      | Partido Justicialista                     | 25                       | Gildo Insfrán              | Floro Bogado           | 0,02                  |                       | 143.509 | 72,05 |
| "W" Compromiso Provincial                     | Partido Justicialista                     | 17                       | Gildo Insfrán              | Floro Bogado           | 0,01                  |                       | 143.509 | 72,05 |
| "F" Bondad Peronista                          | Partido Justicialista                     | 9                        | Gildo Insfrán              | Floro Bogado           | 0,01                  |                       | 143.509 | 72,05 |
| "A" Acción Justicialista                      | Partido Justicialista                     | 8                        | Gildo Insfrán              | Floro Bogado           | 0,01                  |                       | 143.509 | 72,05 |
| "Z" Frente para el Cambio                     | Partido Justicialista                     | 1                        | Gildo Insfrán              | Floro Bogado           | 0,00                  |                       | 143.509 | 72,05 |
|                                               | Confederación Formoseña Frente de Todos   | "H" Hernández 2003       | Gabriel Osvaldo Hernández  | Julio César Loza       | 10.882                | 22,43                 | 48.507  | 24,35 |
| "M" B.E.T.T.Y.                                | Confederación Formoseña Frente de Todos   | 2.477                    | Gabriel Osvaldo Hernández  | Julio César Loza       | 5,11                  |                       | 48.507  | 24,35 |
| "D" Bermejo                                   | Confederación Formoseña Frente de Todos   | 2.54                     | Gabriel Osvaldo Hernández  | Julio César Loza       | 4,85                  |                       | 48.507  | 24,35 |
| "U" Unidad Radical                            | Confederación Formoseña Frente de Todos   | 1.948                    | Gabriel Osvaldo Hernández  | Julio César Loza       | 4,02                  |                       | 48.507  | 24,35 |
| "V" Formosa mi Ciudad                         | Confederación Formoseña Frente de Todos   | 1.636                    | Gabriel Osvaldo Hernández  | Julio César Loza       | 3,37                  |                       | 48.507  | 24,35 |
| "F" Frente Renovador                          | Confederación Formoseña Frente de Todos   | 1.503                    | Gabriel Osvaldo Hernández  | Julio César Loza       | 3,10                  |                       | 48.507  | 24,35 |
| "o" Movimiento Popular Formoseño              | Confederación Formoseña Frente de Todos   | 1.443                    | Gabriel Osvaldo Hernández  | Julio César Loza       | 2,97                  |                       | 48.507  | 24,35 |
| "J" Jóvenes por la Renovación                 | Confederación Formoseña Frente de Todos   | 878                      | Gabriel Osvaldo Hernández  | Julio César Loza       | 1,81                  |                       | 48.507  | 24,35 |
| "A" Frente Cívico Social                      | Confederación Formoseña Frente de Todos   | 783                      | Gabriel Osvaldo Hernández  | Julio César Loza       | 1,61                  |                       | 48.507  | 24,35 |
| "S" Nueva Fuerza Provincial Renovadora        | Confederación Formoseña Frente de Todos   | 637                      | Gabriel Osvaldo Hernández  | Julio César Loza       | 1,31                  |                       | 48.507  | 24,35 |
| "N" Nueva Fuerza                              | Confederación Formoseña Frente de Todos   | 519                      | Gabriel Osvaldo Hernández  | Julio César Loza       | 1,07                  |                       | 48.507  | 24,35 |
| "Z" Vecinos por el Cambio                     | Confederación Formoseña Frente de Todos   | 497                      | Gabriel Osvaldo Hernández  | Julio César Loza       | 1,02                  |                       | 48.507  | 24,35 |
| "W" Necesidad de Cambiar                      | Confederación Formoseña Frente de Todos   | 332                      | Gabriel Osvaldo Hernández  | Julio César Loza       | 0,68                  |                       | 48.507  | 24,35 |
| "Q" Unidad Vecinal                            | Confederación Formoseña Frente de Todos   | 293                      | Gabriel Osvaldo Hernández  | Julio César Loza       | 0,60                  |                       | 48.507  | 24,35 |
| "P" Corriente para el Cambio                  | Confederación Formoseña Frente de Todos   | 289                      | Gabriel Osvaldo Hernández  | Julio César Loza       | 0,60                  |                       | 48.507  | 24,35 |
| "LL" Barrios de Formosa                       | Confederación Formoseña Frente de Todos   | 206                      | Gabriel Osvaldo Hernández  | Julio César Loza       | 0,42                  |                       | 48.507  | 24,35 |
| "B" Acción Solidaria                          | Confederación Formoseña Frente de Todos   | Benito Roberto Aranda    | Carlos Alberto Maglietti   | 4.722                  | 9,73                  |                       | 48.507  | 24,35 |
| "CH" Frente de la Esperanza                   | Confederación Formoseña Frente de Todos   | Benito Roberto Aranda    | Carlos Alberto Maglietti   | 1.975                  | 4,07                  |                       | 48.507  | 24,35 |
| "X" Encuentro Provincial                      | Confederación Formoseña Frente de Todos   | Benito Roberto Aranda    | Carlos Alberto Maglietti   | 1.147                  | 2,36                  |                       | 48.507  | 24,35 |
| "R" Renovación y Cambio                       | Confederación Formoseña Frente de Todos   | Benito Roberto Aranda    | Carlos Alberto Maglietti   | 576                    | 1,19                  |                       | 48.507  | 24,35 |
| "e" Unión Cívica                              | Confederación Formoseña Frente de Todos   | Benito Roberto Aranda    | Carlos Alberto Maglietti   | 561                    | 1,16                  |                       | 48.507  | 24,35 |
| "I" Integración Social                        | Confederación Formoseña Frente de Todos   | Benito Roberto Aranda    | Carlos Alberto Maglietti   | 310                    | 0,64                  |                       | 48.507  | 24,35 |
| "E" Red Solidaria                             | Confederación Formoseña Frente de Todos   | Benito Roberto Aranda    | Carlos Alberto Maglietti   | 308                    | 0,63                  |                       | 48.507  | 24,35 |
| "a" Acción Ciudadana                          | Confederación Formoseña Frente de Todos   | Benito Roberto Aranda    | Carlos Alberto Maglietti   | 284                    | 0,59                  |                       | 48.507  | 24,35 |
| "Ñ" Formosa de Todos                          | Confederación Formoseña Frente de Todos   | Benito Roberto Aranda    | Carlos Alberto Maglietti   | 259                    | 0,53                  |                       | 48.507  | 24,35 |
| "Y" Morado                                    | Confederación Formoseña Frente de Todos   | Benito Roberto Aranda    | Carlos Alberto Maglietti   | 188                    | 0,39                  |                       | 48.507  | 24,35 |
| "K" Decencia y Coraje                         | Confederación Formoseña Frente de Todos   | Benito Roberto Aranda    | Carlos Alberto Maglietti   | 179                    | 0,37                  |                       | 48.507  | 24,35 |
| "x" C.O.S.T.A. 2003                           | Confederación Formoseña Frente de Todos   | Benito Roberto Aranda    | Carlos Alberto Maglietti   | 49                     | 0,10                  |                       | 48.507  | 24,35 |
| "d" Por el Triunfo Radical                    | Confederación Formoseña Frente de Todos   | Andrés Armando Peyró     | Ricardo Omar Giménez       | 3.039                  | 6,27                  |                       | 48.507  | 24,35 |
| "c" Por la Causa Radical                      | Confederación Formoseña Frente de Todos   | Andrés Armando Peyró     | Ricardo Omar Giménez       | 639                    | 1,32                  |                       | 48.507  | 24,35 |
| "b" Alternativa Radical Integradora           | Confederación Formoseña Frente de Todos   | Andrés Armando Peyró     | Ricardo Omar Giménez       | 609                    | 1,26                  |                       | 48.507  | 24,35 |
| "T" De la Gente                               | Confederación Formoseña Frente de Todos   | Andrés Armando Peyró     | Ricardo Omar Giménez       | 540                    | 1,11                  |                       | 48.507  | 24,35 |
| "l" Una Formosa Radical                       | Confederación Formoseña Frente de Todos   | Andrés Armando Peyró     | Ricardo Omar Giménez       | 469                    | 0,97                  |                       | 48.507  | 24,35 |
| "n" Nuestra Esperanza                         | Confederación Formoseña Frente de Todos   | Andrés Armando Peyró     | Ricardo Omar Giménez       | 467                    | 0,96                  |                       | 48.507  | 24,35 |
| "g" Un Compromiso Radical                     | Confederación Formoseña Frente de Todos   | Andrés Armando Peyró     | Ricardo Omar Giménez       | 404                    | 0,83                  |                       | 48.507  | 24,35 |
| "m" Algo Distinto por Algo Mejor              | Confederación Formoseña Frente de Todos   | Andrés Armando Peyró     | Ricardo Omar Giménez       | 302                    | 0,62                  |                       | 48.507  | 24,35 |
| "p" Intransigencia y Renovación Radical       | Confederación Formoseña Frente de Todos   | Andrés Armando Peyró     | Ricardo Omar Giménez       | 294                    | 0,61                  |                       | 48.507  | 24,35 |
| "k" Unión Formoseña Radical                   | Confederación Formoseña Frente de Todos   | Andrés Armando Peyró     | Ricardo Omar Giménez       | 281                    | 0,58                  |                       | 48.507  | 24,35 |
| "h" Nuevo Radicalismo Nueva Formosa           | Confederación Formoseña Frente de Todos   | Andrés Armando Peyró     | Ricardo Omar Giménez       | 228                    | 0,47                  |                       | 48.507  | 24,35 |
| "f" Que se Rompa pero que no se Doble         | Confederación Formoseña Frente de Todos   | Andrés Armando Peyró     | Ricardo Omar Giménez       | 214                    | 0,44                  |                       | 48.507  | 24,35 |
| "O" Voz Ciudadana                             | Confederación Formoseña Frente de Todos   | Andrés Armando Peyró     | Ricardo Omar Giménez       | 128                    | 0,26                  |                       | 48.507  | 24,35 |
| "t" Partido del Triunfo Social                | Confederación Formoseña Frente de Todos   | Pedro Godofredo Schaffer | Alfonso del Pilar Campos   | 3.341                  | 6,89                  |                       | 48.507  | 24,35 |
| "C" Ciudadanos por el Cambio                  | Confederación Formoseña Frente de Todos   | Pedro Godofredo Schaffer | Alfonso del Pilar Campos   | 229                    | 0,47                  |                       | 48.507  | 24,35 |
| "v" Norte Grande                              | Confederación Formoseña Frente de Todos   | Pedro Godofredo Schaffer | Alfonso del Pilar Campos   | 57                     | 0,12                  |                       | 48.507  | 24,35 |
| "q" Integración Formoseña                     | Confederación Formoseña Frente de Todos   | Pedro Godofredo Schaffer | Alfonso del Pilar Campos   | 31                     | 0,06                  |                       | 48.507  | 24,35 |
| "r" Renacer Radical"                          | Confederación Formoseña Frente de Todos   | —                        | —                          | 0                      | 0.00                  |                       | 48.507  | 24,35 |
|                                               | Movimiento de Integración y Desarrollo    | —                        | Rodolfo Rhiner             | Francisco Amado Nicora | —                     | —                     | 3.344   | 1,68  |
|                                               | Afirmación para una República Igualitaria | —                        | Juan César Giuliano        | Ilda Amalia Giachero   | —                     | —                     | 3.120   | 1,57  |
|                                               | Partido Humanista                         | —                        | Claudio Antonio Percingula | Diego Servian          | —                     | —                     | 703     | 0,35  |
| Votos positivos                               | Votos positivos                           | Votos positivos          | Votos positivos            | Votos positivos        | Votos positivos       | Votos positivos       | 199.183 | 92,38 |
| Votos en blanco                               | Votos en blanco                           | Votos en blanco          | Votos en blanco            | Votos en blanco        | Votos en blanco       | Votos en blanco       | 14.004  | 6,49  |
| Votos anulados                                | Votos anulados                            | Votos anulados           | Votos anulados             | Votos anulados         | Votos anulados        | Votos anulados        | 2.420   | 1,12  |
| Participación                                 | Participación                             | Participación            | Participación              | Participación          | Participación         | Participación         | 215.607 | 71,41 |
| Electores registrados                         | Electores registrados                     | Electores registrados    | Electores registrados      | Electores registrados  | Electores registrados | Electores registrados | 301.924 | 100   |
| Fuentes:                                      |                                           |                          |                            |                        |                       |                       |         |       |

### Cámara de Diputados
| ← 2001 · Cámara de Diputados · 2005 →         | ← 2001 · Cámara de Diputados · 2005 →     | ← 2001 · Cámara de Diputados · 2005 → | ← 2001 · Cámara de Diputados · 2005 → | ← 2001 · Cámara de Diputados · 2005 → | ← 2001 · Cámara de Diputados · 2005 → | ← 2001 · Cámara de Diputados · 2005 → | ← 2001 · Cámara de Diputados · 2005 → | ← 2001 · Cámara de Diputados · 2005 → |
| Lema                                          | Lema                                      | Sublema                               | Sublema                               | Sublema                               | Lema                                  | Lema                                  | Lema                                  | Lema |
| Lema                                          | Lema                                      | Sublema                               | Votos                                 | %                                     | Votos                                 | %                                     | Bancas                                | Electos |
| --------------------------------------------- | ----------------------------------------- | ------------------------------------- | ------------------------------------- | ------------------------------------- | ------------------------------------- | ------------------------------------- | ------------------------------------- | --- |
|                                               | Partido Justicialista                     | "G" Frente de la Unidad               | 51.689                                | 36,57                                 | 141.344                               | 72,27                                 | 11/15                                 | - Armando Felipe Cabrera - Lilian del Carmen Bistolfi - Mario Antonio Zaragoza - José Víctor Fernández - Sandra Mercedes Moreno - Adrián Floro Bogado - Antonio Juárez - Ida Nilda Fiore - Roberto Domingo Vizcaíno Braida - Juan Gamarra - Ilda Mercedes Galván de Gulino |
| "A" Frente de la Victoria                     | Partido Justicialista                     | 9.055                                 | 6,41                                  |                                       | 141.344                               | 72,27                                 | 11/15                                 | - Armando Felipe Cabrera - Lilian del Carmen Bistolfi - Mario Antonio Zaragoza - José Víctor Fernández - Sandra Mercedes Moreno - Adrián Floro Bogado - Antonio Juárez - Ida Nilda Fiore - Roberto Domingo Vizcaíno Braida - Juan Gamarra - Ilda Mercedes Galván de Gulino |
| "U" 17 de octubre                             | Partido Justicialista                     | 7.886                                 | 5,58                                  |                                       | 141.344                               | 72,27                                 | 11/15                                 | - Armando Felipe Cabrera - Lilian del Carmen Bistolfi - Mario Antonio Zaragoza - José Víctor Fernández - Sandra Mercedes Moreno - Adrián Floro Bogado - Antonio Juárez - Ida Nilda Fiore - Roberto Domingo Vizcaíno Braida - Juan Gamarra - Ilda Mercedes Galván de Gulino |
| "Z" Unidos Venceremos                         | Partido Justicialista                     | 5.531                                 | 3,91                                  |                                       | 141.344                               | 72,27                                 | 11/15                                 | - Armando Felipe Cabrera - Lilian del Carmen Bistolfi - Mario Antonio Zaragoza - José Víctor Fernández - Sandra Mercedes Moreno - Adrián Floro Bogado - Antonio Juárez - Ida Nilda Fiore - Roberto Domingo Vizcaíno Braida - Juan Gamarra - Ilda Mercedes Galván de Gulino |
| "T" Formosa paraTodos                         | Partido Justicialista                     | 5.325                                 | 3,77                                  |                                       | 141.344                               | 72,27                                 | 11/15                                 | - Armando Felipe Cabrera - Lilian del Carmen Bistolfi - Mario Antonio Zaragoza - José Víctor Fernández - Sandra Mercedes Moreno - Adrián Floro Bogado - Antonio Juárez - Ida Nilda Fiore - Roberto Domingo Vizcaíno Braida - Juan Gamarra - Ilda Mercedes Galván de Gulino |
| "F" G.I.L.D.O. 03                             | Partido Justicialista                     | 4.694                                 | 3,32                                  |                                       | 141.344                               | 72,27                                 | 11/15                                 | - Armando Felipe Cabrera - Lilian del Carmen Bistolfi - Mario Antonio Zaragoza - José Víctor Fernández - Sandra Mercedes Moreno - Adrián Floro Bogado - Antonio Juárez - Ida Nilda Fiore - Roberto Domingo Vizcaíno Braida - Juan Gamarra - Ilda Mercedes Galván de Gulino |
| "s" Entre Todos                               | Partido Justicialista                     | 4.160                                 | 2,94                                  |                                       | 141.344                               | 72,27                                 | 11/15                                 | - Armando Felipe Cabrera - Lilian del Carmen Bistolfi - Mario Antonio Zaragoza - José Víctor Fernández - Sandra Mercedes Moreno - Adrián Floro Bogado - Antonio Juárez - Ida Nilda Fiore - Roberto Domingo Vizcaíno Braida - Juan Gamarra - Ilda Mercedes Galván de Gulino |
| "o" Unidad para la Victoria                   | Partido Justicialista                     | 3.674                                 | 2,60                                  |                                       | 141.344                               | 72,27                                 | 11/15                                 | - Armando Felipe Cabrera - Lilian del Carmen Bistolfi - Mario Antonio Zaragoza - José Víctor Fernández - Sandra Mercedes Moreno - Adrián Floro Bogado - Antonio Juárez - Ida Nilda Fiore - Roberto Domingo Vizcaíno Braida - Juan Gamarra - Ilda Mercedes Galván de Gulino |
| "M" Volver al Desarrollo                      | Partido Justicialista                     | 3.324                                 | 2,35                                  |                                       | 141.344                               | 72,27                                 | 11/15                                 | - Armando Felipe Cabrera - Lilian del Carmen Bistolfi - Mario Antonio Zaragoza - José Víctor Fernández - Sandra Mercedes Moreno - Adrián Floro Bogado - Antonio Juárez - Ida Nilda Fiore - Roberto Domingo Vizcaíno Braida - Juan Gamarra - Ilda Mercedes Galván de Gulino |
| "E" Fortaleza                                 | Partido Justicialista                     | 3.188                                 | 2,26                                  |                                       | 141.344                               | 72,27                                 | 11/15                                 | - Armando Felipe Cabrera - Lilian del Carmen Bistolfi - Mario Antonio Zaragoza - José Víctor Fernández - Sandra Mercedes Moreno - Adrián Floro Bogado - Antonio Juárez - Ida Nilda Fiore - Roberto Domingo Vizcaíno Braida - Juan Gamarra - Ilda Mercedes Galván de Gulino |
| "J" Nueva Generación                          | Partido Justicialista                     | 3.059                                 | 2,16                                  |                                       | 141.344                               | 72,27                                 | 11/15                                 | - Armando Felipe Cabrera - Lilian del Carmen Bistolfi - Mario Antonio Zaragoza - José Víctor Fernández - Sandra Mercedes Moreno - Adrián Floro Bogado - Antonio Juárez - Ida Nilda Fiore - Roberto Domingo Vizcaíno Braida - Juan Gamarra - Ilda Mercedes Galván de Gulino |
| "C" Compañero                                 | Partido Justicialista                     | 1.978                                 | 1,40                                  |                                       | 141.344                               | 72,27                                 | 11/15                                 | - Armando Felipe Cabrera - Lilian del Carmen Bistolfi - Mario Antonio Zaragoza - José Víctor Fernández - Sandra Mercedes Moreno - Adrián Floro Bogado - Antonio Juárez - Ida Nilda Fiore - Roberto Domingo Vizcaíno Braida - Juan Gamarra - Ilda Mercedes Galván de Gulino |
| "R" Fraternidad Peronista                     | Partido Justicialista                     | 1.827                                 | 1,29                                  |                                       | 141.344                               | 72,27                                 | 11/15                                 | - Armando Felipe Cabrera - Lilian del Carmen Bistolfi - Mario Antonio Zaragoza - José Víctor Fernández - Sandra Mercedes Moreno - Adrián Floro Bogado - Antonio Juárez - Ida Nilda Fiore - Roberto Domingo Vizcaíno Braida - Juan Gamarra - Ilda Mercedes Galván de Gulino |
| "w" Por Formosa                               | Partido Justicialista                     | 1.765                                 | 1,25                                  |                                       | 141.344                               | 72,27                                 | 11/15                                 | - Armando Felipe Cabrera - Lilian del Carmen Bistolfi - Mario Antonio Zaragoza - José Víctor Fernández - Sandra Mercedes Moreno - Adrián Floro Bogado - Antonio Juárez - Ida Nilda Fiore - Roberto Domingo Vizcaíno Braida - Juan Gamarra - Ilda Mercedes Galván de Gulino |
| "B" Gobierna para Todos                       | Partido Justicialista                     | 1.552                                 | 1,10                                  |                                       | 141.344                               | 72,27                                 | 11/15                                 | - Armando Felipe Cabrera - Lilian del Carmen Bistolfi - Mario Antonio Zaragoza - José Víctor Fernández - Sandra Mercedes Moreno - Adrián Floro Bogado - Antonio Juárez - Ida Nilda Fiore - Roberto Domingo Vizcaíno Braida - Juan Gamarra - Ilda Mercedes Galván de Gulino |
| "V" Movimiento de Acción Popular              | Partido Justicialista                     | 1.463                                 | 1,04                                  |                                       | 141.344                               | 72,27                                 | 11/15                                 | - Armando Felipe Cabrera - Lilian del Carmen Bistolfi - Mario Antonio Zaragoza - José Víctor Fernández - Sandra Mercedes Moreno - Adrián Floro Bogado - Antonio Juárez - Ida Nilda Fiore - Roberto Domingo Vizcaíno Braida - Juan Gamarra - Ilda Mercedes Galván de Gulino |
| "H" Moves                                     | Partido Justicialista                     | 1.463                                 | 1,04                                  |                                       | 141.344                               | 72,27                                 | 11/15                                 | - Armando Felipe Cabrera - Lilian del Carmen Bistolfi - Mario Antonio Zaragoza - José Víctor Fernández - Sandra Mercedes Moreno - Adrián Floro Bogado - Antonio Juárez - Ida Nilda Fiore - Roberto Domingo Vizcaíno Braida - Juan Gamarra - Ilda Mercedes Galván de Gulino |
| "CH" Compromiso con la Gente                  | Partido Justicialista                     | 1.398                                 | 0,99                                  |                                       | 141.344                               | 72,27                                 | 11/15                                 | - Armando Felipe Cabrera - Lilian del Carmen Bistolfi - Mario Antonio Zaragoza - José Víctor Fernández - Sandra Mercedes Moreno - Adrián Floro Bogado - Antonio Juárez - Ida Nilda Fiore - Roberto Domingo Vizcaíno Braida - Juan Gamarra - Ilda Mercedes Galván de Gulino |
| "v" Comunidad Organizada                      | Partido Justicialista                     | 1.174                                 | 0,83                                  |                                       | 141.344                               | 72,27                                 | 11/15                                 | - Armando Felipe Cabrera - Lilian del Carmen Bistolfi - Mario Antonio Zaragoza - José Víctor Fernández - Sandra Mercedes Moreno - Adrián Floro Bogado - Antonio Juárez - Ida Nilda Fiore - Roberto Domingo Vizcaíno Braida - Juan Gamarra - Ilda Mercedes Galván de Gulino |
| "H" Renacer de la Tercera Edad                | Partido Justicialista                     | 1.066                                 | 0,75                                  |                                       | 141.344                               | 72,27                                 | 11/15                                 | - Armando Felipe Cabrera - Lilian del Carmen Bistolfi - Mario Antonio Zaragoza - José Víctor Fernández - Sandra Mercedes Moreno - Adrián Floro Bogado - Antonio Juárez - Ida Nilda Fiore - Roberto Domingo Vizcaíno Braida - Juan Gamarra - Ilda Mercedes Galván de Gulino |
| "m" Todos por el Desarrollo                   | Partido Justicialista                     | 1.027                                 | 0,73                                  |                                       | 141.344                               | 72,27                                 | 11/15                                 | - Armando Felipe Cabrera - Lilian del Carmen Bistolfi - Mario Antonio Zaragoza - José Víctor Fernández - Sandra Mercedes Moreno - Adrián Floro Bogado - Antonio Juárez - Ida Nilda Fiore - Roberto Domingo Vizcaíno Braida - Juan Gamarra - Ilda Mercedes Galván de Gulino |
| "e" Convocatoria Peronista                    | Partido Justicialista                     | 1.024                                 | 0,72                                  |                                       | 141.344                               | 72,27                                 | 11/15                                 | - Armando Felipe Cabrera - Lilian del Carmen Bistolfi - Mario Antonio Zaragoza - José Víctor Fernández - Sandra Mercedes Moreno - Adrián Floro Bogado - Antonio Juárez - Ida Nilda Fiore - Roberto Domingo Vizcaíno Braida - Juan Gamarra - Ilda Mercedes Galván de Gulino |
| "K" Partido Demócrata Progresista             | Partido Justicialista                     | 994                                   | 0,70                                  |                                       | 141.344                               | 72,27                                 | 11/15                                 | - Armando Felipe Cabrera - Lilian del Carmen Bistolfi - Mario Antonio Zaragoza - José Víctor Fernández - Sandra Mercedes Moreno - Adrián Floro Bogado - Antonio Juárez - Ida Nilda Fiore - Roberto Domingo Vizcaíno Braida - Juan Gamarra - Ilda Mercedes Galván de Gulino |
| "i" Causa Clorindense                         | Partido Justicialista                     | 938                                   | 0,66                                  |                                       | 141.344                               | 72,27                                 | 11/15                                 | - Armando Felipe Cabrera - Lilian del Carmen Bistolfi - Mario Antonio Zaragoza - José Víctor Fernández - Sandra Mercedes Moreno - Adrián Floro Bogado - Antonio Juárez - Ida Nilda Fiore - Roberto Domingo Vizcaíno Braida - Juan Gamarra - Ilda Mercedes Galván de Gulino |
| "g" Movimiento Recrear                        | Partido Justicialista                     | 909                                   | 0,64                                  |                                       | 141.344                               | 72,27                                 | 11/15                                 | - Armando Felipe Cabrera - Lilian del Carmen Bistolfi - Mario Antonio Zaragoza - José Víctor Fernández - Sandra Mercedes Moreno - Adrián Floro Bogado - Antonio Juárez - Ida Nilda Fiore - Roberto Domingo Vizcaíno Braida - Juan Gamarra - Ilda Mercedes Galván de Gulino |
| "Q" Peronistas por Perón U. y L.              | Partido Justicialista                     | 884                                   | 0,63                                  |                                       | 141.344                               | 72,27                                 | 11/15                                 | - Armando Felipe Cabrera - Lilian del Carmen Bistolfi - Mario Antonio Zaragoza - José Víctor Fernández - Sandra Mercedes Moreno - Adrián Floro Bogado - Antonio Juárez - Ida Nilda Fiore - Roberto Domingo Vizcaíno Braida - Juan Gamarra - Ilda Mercedes Galván de Gulino |
| "C" Partido Conservador Popular               | Partido Justicialista                     | 816                                   | 0,58                                  |                                       | 141.344                               | 72,27                                 | 11/15                                 | - Armando Felipe Cabrera - Lilian del Carmen Bistolfi - Mario Antonio Zaragoza - José Víctor Fernández - Sandra Mercedes Moreno - Adrián Floro Bogado - Antonio Juárez - Ida Nilda Fiore - Roberto Domingo Vizcaíno Braida - Juan Gamarra - Ilda Mercedes Galván de Gulino |
| "S" Sol                                       | Partido Justicialista                     | 752                                   | 0,53                                  |                                       | 141.344                               | 72,27                                 | 11/15                                 | - Armando Felipe Cabrera - Lilian del Carmen Bistolfi - Mario Antonio Zaragoza - José Víctor Fernández - Sandra Mercedes Moreno - Adrián Floro Bogado - Antonio Juárez - Ida Nilda Fiore - Roberto Domingo Vizcaíno Braida - Juan Gamarra - Ilda Mercedes Galván de Gulino |
| "N" Pacto Federal                             | Partido Justicialista                     | 647                                   | 0,46                                  |                                       | 141.344                               | 72,27                                 | 11/15                                 | - Armando Felipe Cabrera - Lilian del Carmen Bistolfi - Mario Antonio Zaragoza - José Víctor Fernández - Sandra Mercedes Moreno - Adrián Floro Bogado - Antonio Juárez - Ida Nilda Fiore - Roberto Domingo Vizcaíno Braida - Juan Gamarra - Ilda Mercedes Galván de Gulino |
| "LL" Jefas de Hogar                           | Partido Justicialista                     | 646                                   | 0,46                                  |                                       | 141.344                               | 72,27                                 | 11/15                                 | - Armando Felipe Cabrera - Lilian del Carmen Bistolfi - Mario Antonio Zaragoza - José Víctor Fernández - Sandra Mercedes Moreno - Adrián Floro Bogado - Antonio Juárez - Ida Nilda Fiore - Roberto Domingo Vizcaíno Braida - Juan Gamarra - Ilda Mercedes Galván de Gulino |
| "L" La Esperanza de la Gente                  | Partido Justicialista                     | 610                                   | 0,43                                  |                                       | 141.344                               | 72,27                                 | 11/15                                 | - Armando Felipe Cabrera - Lilian del Carmen Bistolfi - Mario Antonio Zaragoza - José Víctor Fernández - Sandra Mercedes Moreno - Adrián Floro Bogado - Antonio Juárez - Ida Nilda Fiore - Roberto Domingo Vizcaíno Braida - Juan Gamarra - Ilda Mercedes Galván de Gulino |
| "p" Causa Popular                             | Partido Justicialista                     | 601                                   | 0,43                                  |                                       | 141.344                               | 72,27                                 | 11/15                                 | - Armando Felipe Cabrera - Lilian del Carmen Bistolfi - Mario Antonio Zaragoza - José Víctor Fernández - Sandra Mercedes Moreno - Adrián Floro Bogado - Antonio Juárez - Ida Nilda Fiore - Roberto Domingo Vizcaíno Braida - Juan Gamarra - Ilda Mercedes Galván de Gulino |
| "R" M.O.D.I.N.                                | Partido Justicialista                     | 599                                   | 0,42                                  |                                       | 141.344                               | 72,27                                 | 11/15                                 | - Armando Felipe Cabrera - Lilian del Carmen Bistolfi - Mario Antonio Zaragoza - José Víctor Fernández - Sandra Mercedes Moreno - Adrián Floro Bogado - Antonio Juárez - Ida Nilda Fiore - Roberto Domingo Vizcaíno Braida - Juan Gamarra - Ilda Mercedes Galván de Gulino |
| "L" Renovación y Apertura Peronista           | Partido Justicialista                     | 597                                   | 0,42                                  |                                       | 141.344                               | 72,27                                 | 11/15                                 | - Armando Felipe Cabrera - Lilian del Carmen Bistolfi - Mario Antonio Zaragoza - José Víctor Fernández - Sandra Mercedes Moreno - Adrián Floro Bogado - Antonio Juárez - Ida Nilda Fiore - Roberto Domingo Vizcaíno Braida - Juan Gamarra - Ilda Mercedes Galván de Gulino |
| "a" Partido Social Demócrata                  | Partido Justicialista                     | 588                                   | 0,42                                  |                                       | 141.344                               | 72,27                                 | 11/15                                 | - Armando Felipe Cabrera - Lilian del Carmen Bistolfi - Mario Antonio Zaragoza - José Víctor Fernández - Sandra Mercedes Moreno - Adrián Floro Bogado - Antonio Juárez - Ida Nilda Fiore - Roberto Domingo Vizcaíno Braida - Juan Gamarra - Ilda Mercedes Galván de Gulino |
| "B" Reelección 2003                           | Partido Justicialista                     | 565                                   | 0,40                                  |                                       | 141.344                               | 72,27                                 | 11/15                                 | - Armando Felipe Cabrera - Lilian del Carmen Bistolfi - Mario Antonio Zaragoza - José Víctor Fernández - Sandra Mercedes Moreno - Adrián Floro Bogado - Antonio Juárez - Ida Nilda Fiore - Roberto Domingo Vizcaíno Braida - Juan Gamarra - Ilda Mercedes Galván de Gulino |
| "O" Partido Autonomista                       | Partido Justicialista                     | 543                                   | 0,38                                  |                                       | 141.344                               | 72,27                                 | 11/15                                 | - Armando Felipe Cabrera - Lilian del Carmen Bistolfi - Mario Antonio Zaragoza - José Víctor Fernández - Sandra Mercedes Moreno - Adrián Floro Bogado - Antonio Juárez - Ida Nilda Fiore - Roberto Domingo Vizcaíno Braida - Juan Gamarra - Ilda Mercedes Galván de Gulino |
| "M" Liberal Nuevo Frente                      | Partido Justicialista                     | 540                                   | 0,38                                  |                                       | 141.344                               | 72,27                                 | 11/15                                 | - Armando Felipe Cabrera - Lilian del Carmen Bistolfi - Mario Antonio Zaragoza - José Víctor Fernández - Sandra Mercedes Moreno - Adrián Floro Bogado - Antonio Juárez - Ida Nilda Fiore - Roberto Domingo Vizcaíno Braida - Juan Gamarra - Ilda Mercedes Galván de Gulino |
| "U" Colorado el Blanco Fin                    | Partido Justicialista                     | 536                                   | 0,38                                  |                                       | 141.344                               | 72,27                                 | 11/15                                 | - Armando Felipe Cabrera - Lilian del Carmen Bistolfi - Mario Antonio Zaragoza - José Víctor Fernández - Sandra Mercedes Moreno - Adrián Floro Bogado - Antonio Juárez - Ida Nilda Fiore - Roberto Domingo Vizcaíno Braida - Juan Gamarra - Ilda Mercedes Galván de Gulino |
| "k" Fuerza Renovadora                         | Partido Justicialista                     | 527                                   | 0,37                                  |                                       | 141.344                               | 72,27                                 | 11/15                                 | - Armando Felipe Cabrera - Lilian del Carmen Bistolfi - Mario Antonio Zaragoza - José Víctor Fernández - Sandra Mercedes Moreno - Adrián Floro Bogado - Antonio Juárez - Ida Nilda Fiore - Roberto Domingo Vizcaíno Braida - Juan Gamarra - Ilda Mercedes Galván de Gulino |
| "D" Partido Auténtico Formoseño               | Partido Justicialista                     | 518                                   | 0,37                                  |                                       | 141.344                               | 72,27                                 | 11/15                                 | - Armando Felipe Cabrera - Lilian del Carmen Bistolfi - Mario Antonio Zaragoza - José Víctor Fernández - Sandra Mercedes Moreno - Adrián Floro Bogado - Antonio Juárez - Ida Nilda Fiore - Roberto Domingo Vizcaíno Braida - Juan Gamarra - Ilda Mercedes Galván de Gulino |
| "d" Unidad y Lealtad Formoseña                | Partido Justicialista                     | 499                                   | 0,35                                  |                                       | 141.344                               | 72,27                                 | 11/15                                 | - Armando Felipe Cabrera - Lilian del Carmen Bistolfi - Mario Antonio Zaragoza - José Víctor Fernández - Sandra Mercedes Moreno - Adrián Floro Bogado - Antonio Juárez - Ida Nilda Fiore - Roberto Domingo Vizcaíno Braida - Juan Gamarra - Ilda Mercedes Galván de Gulino |
| "Ñ" 26 de Julio                               | Partido Justicialista                     | 487                                   | 0,34                                  |                                       | 141.344                               | 72,27                                 | 11/15                                 | - Armando Felipe Cabrera - Lilian del Carmen Bistolfi - Mario Antonio Zaragoza - José Víctor Fernández - Sandra Mercedes Moreno - Adrián Floro Bogado - Antonio Juárez - Ida Nilda Fiore - Roberto Domingo Vizcaíno Braida - Juan Gamarra - Ilda Mercedes Galván de Gulino |
| "u" Unidad Obrera Justicialista               | Partido Justicialista                     | 485                                   | 0,34                                  |                                       | 141.344                               | 72,27                                 | 11/15                                 | - Armando Felipe Cabrera - Lilian del Carmen Bistolfi - Mario Antonio Zaragoza - José Víctor Fernández - Sandra Mercedes Moreno - Adrián Floro Bogado - Antonio Juárez - Ida Nilda Fiore - Roberto Domingo Vizcaíno Braida - Juan Gamarra - Ilda Mercedes Galván de Gulino |
| "j" Municipales por Formosa                   | Partido Justicialista                     | 481                                   | 0,34                                  |                                       | 141.344                               | 72,27                                 | 11/15                                 | - Armando Felipe Cabrera - Lilian del Carmen Bistolfi - Mario Antonio Zaragoza - José Víctor Fernández - Sandra Mercedes Moreno - Adrián Floro Bogado - Antonio Juárez - Ida Nilda Fiore - Roberto Domingo Vizcaíno Braida - Juan Gamarra - Ilda Mercedes Galván de Gulino |
| "ñ" Militancia                                | Partido Justicialista                     | 471                                   | 0,33                                  |                                       | 141.344                               | 72,27                                 | 11/15                                 | - Armando Felipe Cabrera - Lilian del Carmen Bistolfi - Mario Antonio Zaragoza - José Víctor Fernández - Sandra Mercedes Moreno - Adrián Floro Bogado - Antonio Juárez - Ida Nilda Fiore - Roberto Domingo Vizcaíno Braida - Juan Gamarra - Ilda Mercedes Galván de Gulino |
| "P" Movimiento Independiente de Participación | Partido Justicialista                     | 432                                   | 0,31                                  |                                       | 141.344                               | 72,27                                 | 11/15                                 | - Armando Felipe Cabrera - Lilian del Carmen Bistolfi - Mario Antonio Zaragoza - José Víctor Fernández - Sandra Mercedes Moreno - Adrián Floro Bogado - Antonio Juárez - Ida Nilda Fiore - Roberto Domingo Vizcaíno Braida - Juan Gamarra - Ilda Mercedes Galván de Gulino |
| "K" Frente para Todos                         | Partido Justicialista                     | 428                                   | 0,30                                  |                                       | 141.344                               | 72,27                                 | 11/15                                 | - Armando Felipe Cabrera - Lilian del Carmen Bistolfi - Mario Antonio Zaragoza - José Víctor Fernández - Sandra Mercedes Moreno - Adrián Floro Bogado - Antonio Juárez - Ida Nilda Fiore - Roberto Domingo Vizcaíno Braida - Juan Gamarra - Ilda Mercedes Galván de Gulino |
| "I" Nuestro Tiempo                            | Partido Justicialista                     | 407                                   | 0,29                                  |                                       | 141.344                               | 72,27                                 | 11/15                                 | - Armando Felipe Cabrera - Lilian del Carmen Bistolfi - Mario Antonio Zaragoza - José Víctor Fernández - Sandra Mercedes Moreno - Adrián Floro Bogado - Antonio Juárez - Ida Nilda Fiore - Roberto Domingo Vizcaíno Braida - Juan Gamarra - Ilda Mercedes Galván de Gulino |
| "h" Herederos de Perón                        | Partido Justicialista                     | 399                                   | 0,28                                  |                                       | 141.344                               | 72,27                                 | 11/15                                 | - Armando Felipe Cabrera - Lilian del Carmen Bistolfi - Mario Antonio Zaragoza - José Víctor Fernández - Sandra Mercedes Moreno - Adrián Floro Bogado - Antonio Juárez - Ida Nilda Fiore - Roberto Domingo Vizcaíno Braida - Juan Gamarra - Ilda Mercedes Galván de Gulino |
| "P" Proyecto Nacional                         | Partido Justicialista                     | 399                                   | 0,28                                  |                                       | 141.344                               | 72,27                                 | 11/15                                 | - Armando Felipe Cabrera - Lilian del Carmen Bistolfi - Mario Antonio Zaragoza - José Víctor Fernández - Sandra Mercedes Moreno - Adrián Floro Bogado - Antonio Juárez - Ida Nilda Fiore - Roberto Domingo Vizcaíno Braida - Juan Gamarra - Ilda Mercedes Galván de Gulino |
| "S" Compromiso Estatal                        | Partido Justicialista                     | 399                                   | 0,28                                  |                                       | 141.344                               | 72,27                                 | 11/15                                 | - Armando Felipe Cabrera - Lilian del Carmen Bistolfi - Mario Antonio Zaragoza - José Víctor Fernández - Sandra Mercedes Moreno - Adrián Floro Bogado - Antonio Juárez - Ida Nilda Fiore - Roberto Domingo Vizcaíno Braida - Juan Gamarra - Ilda Mercedes Galván de Gulino |
| "n" La Nueva Marcha                           | Partido Justicialista                     | 397                                   | 0,28                                  |                                       | 141.344                               | 72,27                                 | 11/15                                 | - Armando Felipe Cabrera - Lilian del Carmen Bistolfi - Mario Antonio Zaragoza - José Víctor Fernández - Sandra Mercedes Moreno - Adrián Floro Bogado - Antonio Juárez - Ida Nilda Fiore - Roberto Domingo Vizcaíno Braida - Juan Gamarra - Ilda Mercedes Galván de Gulino |
| "q" Lealtad Popular                           | Partido Justicialista                     | 372                                   | 0,26                                  |                                       | 141.344                               | 72,27                                 | 11/15                                 | - Armando Felipe Cabrera - Lilian del Carmen Bistolfi - Mario Antonio Zaragoza - José Víctor Fernández - Sandra Mercedes Moreno - Adrián Floro Bogado - Antonio Juárez - Ida Nilda Fiore - Roberto Domingo Vizcaíno Braida - Juan Gamarra - Ilda Mercedes Galván de Gulino |
| "X" Nueva Gente                               | Partido Justicialista                     | 356                                   | 0,25                                  |                                       | 141.344                               | 72,27                                 | 11/15                                 | - Armando Felipe Cabrera - Lilian del Carmen Bistolfi - Mario Antonio Zaragoza - José Víctor Fernández - Sandra Mercedes Moreno - Adrián Floro Bogado - Antonio Juárez - Ida Nilda Fiore - Roberto Domingo Vizcaíno Braida - Juan Gamarra - Ilda Mercedes Galván de Gulino |
| "N" S.E.I.N.E.L.D.I.N.                        | Partido Justicialista                     | 353                                   | 0,25                                  |                                       | 141.344                               | 72,27                                 | 11/15                                 | - Armando Felipe Cabrera - Lilian del Carmen Bistolfi - Mario Antonio Zaragoza - José Víctor Fernández - Sandra Mercedes Moreno - Adrián Floro Bogado - Antonio Juárez - Ida Nilda Fiore - Roberto Domingo Vizcaíno Braida - Juan Gamarra - Ilda Mercedes Galván de Gulino |
| "Ñ" Jóvenes Unidos                            | Partido Justicialista                     | 341                                   | 0,24                                  |                                       | 141.344                               | 72,27                                 | 11/15                                 | - Armando Felipe Cabrera - Lilian del Carmen Bistolfi - Mario Antonio Zaragoza - José Víctor Fernández - Sandra Mercedes Moreno - Adrián Floro Bogado - Antonio Juárez - Ida Nilda Fiore - Roberto Domingo Vizcaíno Braida - Juan Gamarra - Ilda Mercedes Galván de Gulino |
| "t" Tiempo de Unidad                          | Partido Justicialista                     | 312                                   | 0,22                                  |                                       | 141.344                               | 72,27                                 | 11/15                                 | - Armando Felipe Cabrera - Lilian del Carmen Bistolfi - Mario Antonio Zaragoza - José Víctor Fernández - Sandra Mercedes Moreno - Adrián Floro Bogado - Antonio Juárez - Ida Nilda Fiore - Roberto Domingo Vizcaíno Braida - Juan Gamarra - Ilda Mercedes Galván de Gulino |
| "J" Jóvenes por Formosa                       | Partido Justicialista                     | 308                                   | 0,22                                  |                                       | 141.344                               | 72,27                                 | 11/15                                 | - Armando Felipe Cabrera - Lilian del Carmen Bistolfi - Mario Antonio Zaragoza - José Víctor Fernández - Sandra Mercedes Moreno - Adrián Floro Bogado - Antonio Juárez - Ida Nilda Fiore - Roberto Domingo Vizcaíno Braida - Juan Gamarra - Ilda Mercedes Galván de Gulino |
| "ch" Leal a la Causa                          | Partido Justicialista                     | 299                                   | 0,21                                  |                                       | 141.344                               | 72,27                                 | 11/15                                 | - Armando Felipe Cabrera - Lilian del Carmen Bistolfi - Mario Antonio Zaragoza - José Víctor Fernández - Sandra Mercedes Moreno - Adrián Floro Bogado - Antonio Juárez - Ida Nilda Fiore - Roberto Domingo Vizcaíno Braida - Juan Gamarra - Ilda Mercedes Galván de Gulino |
| "T" Formosa Adelante                          | Partido Justicialista                     | 297                                   | 0,21                                  |                                       | 141.344                               | 72,27                                 | 11/15                                 | - Armando Felipe Cabrera - Lilian del Carmen Bistolfi - Mario Antonio Zaragoza - José Víctor Fernández - Sandra Mercedes Moreno - Adrián Floro Bogado - Antonio Juárez - Ida Nilda Fiore - Roberto Domingo Vizcaíno Braida - Juan Gamarra - Ilda Mercedes Galván de Gulino |
| "LL" Renovador del Oeste                      | Partido Justicialista                     | 296                                   | 0,21                                  |                                       | 141.344                               | 72,27                                 | 11/15                                 | - Armando Felipe Cabrera - Lilian del Carmen Bistolfi - Mario Antonio Zaragoza - José Víctor Fernández - Sandra Mercedes Moreno - Adrián Floro Bogado - Antonio Juárez - Ida Nilda Fiore - Roberto Domingo Vizcaíno Braida - Juan Gamarra - Ilda Mercedes Galván de Gulino |
| "b" Acuerdo Unidad Formoseña                  | Partido Justicialista                     | 282                                   | 0,20                                  |                                       | 141.344                               | 72,27                                 | 11/15                                 | - Armando Felipe Cabrera - Lilian del Carmen Bistolfi - Mario Antonio Zaragoza - José Víctor Fernández - Sandra Mercedes Moreno - Adrián Floro Bogado - Antonio Juárez - Ida Nilda Fiore - Roberto Domingo Vizcaíno Braida - Juan Gamarra - Ilda Mercedes Galván de Gulino |
| "r" Por Nuestra Gente                         | Partido Justicialista                     | 264                                   | 0,19                                  |                                       | 141.344                               | 72,27                                 | 11/15                                 | - Armando Felipe Cabrera - Lilian del Carmen Bistolfi - Mario Antonio Zaragoza - José Víctor Fernández - Sandra Mercedes Moreno - Adrián Floro Bogado - Antonio Juárez - Ida Nilda Fiore - Roberto Domingo Vizcaíno Braida - Juan Gamarra - Ilda Mercedes Galván de Gulino |
| "W" Dirigentes Unidos                         | Partido Justicialista                     | 245                                   | 0,17                                  |                                       | 141.344                               | 72,27                                 | 11/15                                 | - Armando Felipe Cabrera - Lilian del Carmen Bistolfi - Mario Antonio Zaragoza - José Víctor Fernández - Sandra Mercedes Moreno - Adrián Floro Bogado - Antonio Juárez - Ida Nilda Fiore - Roberto Domingo Vizcaíno Braida - Juan Gamarra - Ilda Mercedes Galván de Gulino |
| "rr" Nuevo Sol Formoseño                      | Partido Justicialista                     | 224                                   | 0,16                                  |                                       | 141.344                               | 72,27                                 | 11/15                                 | - Armando Felipe Cabrera - Lilian del Carmen Bistolfi - Mario Antonio Zaragoza - José Víctor Fernández - Sandra Mercedes Moreno - Adrián Floro Bogado - Antonio Juárez - Ida Nilda Fiore - Roberto Domingo Vizcaíno Braida - Juan Gamarra - Ilda Mercedes Galván de Gulino |
| "Q" Militantes Unidos                         | Partido Justicialista                     | 222                                   | 0,16                                  |                                       | 141.344                               | 72,27                                 | 11/15                                 | - Armando Felipe Cabrera - Lilian del Carmen Bistolfi - Mario Antonio Zaragoza - José Víctor Fernández - Sandra Mercedes Moreno - Adrián Floro Bogado - Antonio Juárez - Ida Nilda Fiore - Roberto Domingo Vizcaíno Braida - Juan Gamarra - Ilda Mercedes Galván de Gulino |
| "V" Formosa Unida                             | Partido Justicialista                     | 189                                   | 0,13                                  |                                       | 141.344                               | 72,27                                 | 11/15                                 | - Armando Felipe Cabrera - Lilian del Carmen Bistolfi - Mario Antonio Zaragoza - José Víctor Fernández - Sandra Mercedes Moreno - Adrián Floro Bogado - Antonio Juárez - Ida Nilda Fiore - Roberto Domingo Vizcaíno Braida - Juan Gamarra - Ilda Mercedes Galván de Gulino |
| "X" Tradición Justicialista                   | Partido Justicialista                     | 168                                   | 0,12                                  |                                       | 141.344                               | 72,27                                 | 11/15                                 | - Armando Felipe Cabrera - Lilian del Carmen Bistolfi - Mario Antonio Zaragoza - José Víctor Fernández - Sandra Mercedes Moreno - Adrián Floro Bogado - Antonio Juárez - Ida Nilda Fiore - Roberto Domingo Vizcaíno Braida - Juan Gamarra - Ilda Mercedes Galván de Gulino |
| "x" Por un Mañana                             | Partido Justicialista                     | 159                                   | 0,11                                  |                                       | 141.344                               | 72,27                                 | 11/15                                 | - Armando Felipe Cabrera - Lilian del Carmen Bistolfi - Mario Antonio Zaragoza - José Víctor Fernández - Sandra Mercedes Moreno - Adrián Floro Bogado - Antonio Juárez - Ida Nilda Fiore - Roberto Domingo Vizcaíno Braida - Juan Gamarra - Ilda Mercedes Galván de Gulino |
| "z" Formosa para los Formoseños               | Partido Justicialista                     | 151                                   | 0,11                                  |                                       | 141.344                               | 72,27                                 | 11/15                                 | - Armando Felipe Cabrera - Lilian del Carmen Bistolfi - Mario Antonio Zaragoza - José Víctor Fernández - Sandra Mercedes Moreno - Adrián Floro Bogado - Antonio Juárez - Ida Nilda Fiore - Roberto Domingo Vizcaíno Braida - Juan Gamarra - Ilda Mercedes Galván de Gulino |
| "Y" Nam-Qom                                   | Partido Justicialista                     | 146                                   | 0,10                                  |                                       | 141.344                               | 72,27                                 | 11/15                                 | - Armando Felipe Cabrera - Lilian del Carmen Bistolfi - Mario Antonio Zaragoza - José Víctor Fernández - Sandra Mercedes Moreno - Adrián Floro Bogado - Antonio Juárez - Ida Nilda Fiore - Roberto Domingo Vizcaíno Braida - Juan Gamarra - Ilda Mercedes Galván de Gulino |
| "l" B.E.L.I.Z. Ya                             | Partido Justicialista                     | 143                                   | 0,10                                  |                                       | 141.344                               | 72,27                                 | 11/15                                 | - Armando Felipe Cabrera - Lilian del Carmen Bistolfi - Mario Antonio Zaragoza - José Víctor Fernández - Sandra Mercedes Moreno - Adrián Floro Bogado - Antonio Juárez - Ida Nilda Fiore - Roberto Domingo Vizcaíno Braida - Juan Gamarra - Ilda Mercedes Galván de Gulino |
| "Y" Aliados Unidad Formoseña                  | Partido Justicialista                     | 138                                   | 0,10                                  |                                       | 141.344                               | 72,27                                 | 11/15                                 | - Armando Felipe Cabrera - Lilian del Carmen Bistolfi - Mario Antonio Zaragoza - José Víctor Fernández - Sandra Mercedes Moreno - Adrián Floro Bogado - Antonio Juárez - Ida Nilda Fiore - Roberto Domingo Vizcaíno Braida - Juan Gamarra - Ilda Mercedes Galván de Gulino |
| "E" Juntos por Formosa                        | Partido Justicialista                     | 125                                   | 0,09                                  |                                       | 141.344                               | 72,27                                 | 11/15                                 | - Armando Felipe Cabrera - Lilian del Carmen Bistolfi - Mario Antonio Zaragoza - José Víctor Fernández - Sandra Mercedes Moreno - Adrián Floro Bogado - Antonio Juárez - Ida Nilda Fiore - Roberto Domingo Vizcaíno Braida - Juan Gamarra - Ilda Mercedes Galván de Gulino |
| "CH" Fe y Esperanza                           | Partido Justicialista                     | 123                                   | 0,09                                  |                                       | 141.344                               | 72,27                                 | 11/15                                 | - Armando Felipe Cabrera - Lilian del Carmen Bistolfi - Mario Antonio Zaragoza - José Víctor Fernández - Sandra Mercedes Moreno - Adrián Floro Bogado - Antonio Juárez - Ida Nilda Fiore - Roberto Domingo Vizcaíno Braida - Juan Gamarra - Ilda Mercedes Galván de Gulino |
| "c" Todos por Pirané                          | Partido Justicialista                     | 122                                   | 0,09                                  |                                       | 141.344                               | 72,27                                 | 11/15                                 | - Armando Felipe Cabrera - Lilian del Carmen Bistolfi - Mario Antonio Zaragoza - José Víctor Fernández - Sandra Mercedes Moreno - Adrián Floro Bogado - Antonio Juárez - Ida Nilda Fiore - Roberto Domingo Vizcaíno Braida - Juan Gamarra - Ilda Mercedes Galván de Gulino |
| "y" Todos por la Dignidad                     | Partido Justicialista                     | 91                                    | 0,06                                  |                                       | 141.344                               | 72,27                                 | 11/15                                 | - Armando Felipe Cabrera - Lilian del Carmen Bistolfi - Mario Antonio Zaragoza - José Víctor Fernández - Sandra Mercedes Moreno - Adrián Floro Bogado - Antonio Juárez - Ida Nilda Fiore - Roberto Domingo Vizcaíno Braida - Juan Gamarra - Ilda Mercedes Galván de Gulino |
| "O" Fuerza del Litoral                        | Partido Justicialista                     | 83                                    | 0,06                                  |                                       | 141.344                               | 72,27                                 | 11/15                                 | - Armando Felipe Cabrera - Lilian del Carmen Bistolfi - Mario Antonio Zaragoza - José Víctor Fernández - Sandra Mercedes Moreno - Adrián Floro Bogado - Antonio Juárez - Ida Nilda Fiore - Roberto Domingo Vizcaíno Braida - Juan Gamarra - Ilda Mercedes Galván de Gulino |
| "I" Recuperemos Formosa                       | Partido Justicialista                     | 43                                    | 0,03                                  |                                       | 141.344                               | 72,27                                 | 11/15                                 | - Armando Felipe Cabrera - Lilian del Carmen Bistolfi - Mario Antonio Zaragoza - José Víctor Fernández - Sandra Mercedes Moreno - Adrián Floro Bogado - Antonio Juárez - Ida Nilda Fiore - Roberto Domingo Vizcaíno Braida - Juan Gamarra - Ilda Mercedes Galván de Gulino |
| "ll" Organización Bases Justicialistas        | Partido Justicialista                     | 25                                    | 0,02                                  |                                       | 141.344                               | 72,27                                 | 11/15                                 | - Armando Felipe Cabrera - Lilian del Carmen Bistolfi - Mario Antonio Zaragoza - José Víctor Fernández - Sandra Mercedes Moreno - Adrián Floro Bogado - Antonio Juárez - Ida Nilda Fiore - Roberto Domingo Vizcaíno Braida - Juan Gamarra - Ilda Mercedes Galván de Gulino |
| "f" Unidad Justicialista                      | Partido Justicialista                     | 24                                    | 0,02                                  |                                       | 141.344                               | 72,27                                 | 11/15                                 | - Armando Felipe Cabrera - Lilian del Carmen Bistolfi - Mario Antonio Zaragoza - José Víctor Fernández - Sandra Mercedes Moreno - Adrián Floro Bogado - Antonio Juárez - Ida Nilda Fiore - Roberto Domingo Vizcaíno Braida - Juan Gamarra - Ilda Mercedes Galván de Gulino |
| "W" Compromiso Provincial                     | Partido Justicialista                     | 19                                    | 0,01                                  |                                       | 141.344                               | 72,27                                 | 11/15                                 | - Armando Felipe Cabrera - Lilian del Carmen Bistolfi - Mario Antonio Zaragoza - José Víctor Fernández - Sandra Mercedes Moreno - Adrián Floro Bogado - Antonio Juárez - Ida Nilda Fiore - Roberto Domingo Vizcaíno Braida - Juan Gamarra - Ilda Mercedes Galván de Gulino |
| "A" Acción Justicialista                      | Partido Justicialista                     | 7                                     | 0,00                                  |                                       | 141.344                               | 72,27                                 | 11/15                                 | - Armando Felipe Cabrera - Lilian del Carmen Bistolfi - Mario Antonio Zaragoza - José Víctor Fernández - Sandra Mercedes Moreno - Adrián Floro Bogado - Antonio Juárez - Ida Nilda Fiore - Roberto Domingo Vizcaíno Braida - Juan Gamarra - Ilda Mercedes Galván de Gulino |
| "Z" Frente para el Cambio                     | Partido Justicialista                     | 1                                     | 0,00                                  |                                       | 141.344                               | 72,27                                 | 11/15                                 | - Armando Felipe Cabrera - Lilian del Carmen Bistolfi - Mario Antonio Zaragoza - José Víctor Fernández - Sandra Mercedes Moreno - Adrián Floro Bogado - Antonio Juárez - Ida Nilda Fiore - Roberto Domingo Vizcaíno Braida - Juan Gamarra - Ilda Mercedes Galván de Gulino |
| "F" Bondad Peronista                          | Partido Justicialista                     | 0                                     | 0,00                                  |                                       | 141.344                               | 72,27                                 | 11/15                                 | - Armando Felipe Cabrera - Lilian del Carmen Bistolfi - Mario Antonio Zaragoza - José Víctor Fernández - Sandra Mercedes Moreno - Adrián Floro Bogado - Antonio Juárez - Ida Nilda Fiore - Roberto Domingo Vizcaíno Braida - Juan Gamarra - Ilda Mercedes Galván de Gulino |
|                                               | Confederación Formoseña Frente de Todos   | "H" Hernández 2003                    | 9.750                                 | 20,49                                 | 47.583                                | 24,33                                 | 4/15                                  | - Pedro Francisco González - Andrea Paola Cospito - Osvaldo Marcial Rojas - Carlos Guillermo Cantón |
| "B" Acción Solidaria                          | Confederación Formoseña Frente de Todos   | 4.598                                 | 9,66                                  |                                       | 47.583                                | 24,33                                 | 4/15                                  | - Pedro Francisco González - Andrea Paola Cospito - Osvaldo Marcial Rojas - Carlos Guillermo Cantón |
| "t" Partido del Triunfo Social                | Confederación Formoseña Frente de Todos   | 4.551                                 | 9,56                                  |                                       | 47.583                                | 24,33                                 | 4/15                                  | - Pedro Francisco González - Andrea Paola Cospito - Osvaldo Marcial Rojas - Carlos Guillermo Cantón |
| "d" Por el Triunfo Radical                    | Confederación Formoseña Frente de Todos   | 3.335                                 | 7,01                                  |                                       | 47.583                                | 24,33                                 | 4/15                                  | - Pedro Francisco González - Andrea Paola Cospito - Osvaldo Marcial Rojas - Carlos Guillermo Cantón |
| "M" B.E.T.T.Y.                                | Confederación Formoseña Frente de Todos   | 2.354                                 | 4,95                                  |                                       | 47.583                                | 24,33                                 | 4/15                                  | - Pedro Francisco González - Andrea Paola Cospito - Osvaldo Marcial Rojas - Carlos Guillermo Cantón |
| "D" Bermejo                                   | Confederación Formoseña Frente de Todos   | 1.982                                 | 4,17                                  |                                       | 47.583                                | 24,33                                 | 4/15                                  | - Pedro Francisco González - Andrea Paola Cospito - Osvaldo Marcial Rojas - Carlos Guillermo Cantón |
| "CH" Frente de la Esperanza                   | Confederación Formoseña Frente de Todos   | 1.902                                 | 4,00                                  |                                       | 47.583                                | 24,33                                 | 4/15                                  | - Pedro Francisco González - Andrea Paola Cospito - Osvaldo Marcial Rojas - Carlos Guillermo Cantón |
| "U" Unidad Radical                            | Confederación Formoseña Frente de Todos   | 1.671                                 | 3,51                                  |                                       | 47.583                                | 24,33                                 | 4/15                                  | - Pedro Francisco González - Andrea Paola Cospito - Osvaldo Marcial Rojas - Carlos Guillermo Cantón |
| "o" Movimiento Popular Formoseño              | Confederación Formoseña Frente de Todos   | 1.470                                 | 3,09                                  |                                       | 47.583                                | 24,33                                 | 4/15                                  | - Pedro Francisco González - Andrea Paola Cospito - Osvaldo Marcial Rojas - Carlos Guillermo Cantón |
| "F" Frente Renovador                          | Confederación Formoseña Frente de Todos   | 1.452                                 | 3,05                                  |                                       | 47.583                                | 24,33                                 | 4/15                                  | - Pedro Francisco González - Andrea Paola Cospito - Osvaldo Marcial Rojas - Carlos Guillermo Cantón |
| "V" Formosa Mi Ciudad                         | Confederación Formoseña Frente de Todos   | 1.382                                 | 2,90                                  |                                       | 47.583                                | 24,33                                 | 4/15                                  | - Pedro Francisco González - Andrea Paola Cospito - Osvaldo Marcial Rojas - Carlos Guillermo Cantón |
| "X" Encuentro Provincial                      | Confederación Formoseña Frente de Todos   | 1.122                                 | 2,36                                  |                                       | 47.583                                | 24,33                                 | 4/15                                  | - Pedro Francisco González - Andrea Paola Cospito - Osvaldo Marcial Rojas - Carlos Guillermo Cantón |
| "J" Jóvenes por la Renovación                 | Confederación Formoseña Frente de Todos   | 868                                   | 1,82                                  |                                       | 47.583                                | 24,33                                 | 4/15                                  | - Pedro Francisco González - Andrea Paola Cospito - Osvaldo Marcial Rojas - Carlos Guillermo Cantón |
| "A" Frente Cívico Social                      | Confederación Formoseña Frente de Todos   | 756                                   | 1,59                                  |                                       | 47.583                                | 24,33                                 | 4/15                                  | - Pedro Francisco González - Andrea Paola Cospito - Osvaldo Marcial Rojas - Carlos Guillermo Cantón |
| "b" Alternativa Radical Integradora           | Confederación Formoseña Frente de Todos   | 744                                   | 1,56                                  |                                       | 47.583                                | 24,33                                 | 4/15                                  | - Pedro Francisco González - Andrea Paola Cospito - Osvaldo Marcial Rojas - Carlos Guillermo Cantón |
| "c" Por la Causa Radical                      | Confederación Formoseña Frente de Todos   | 656                                   | 1,38                                  |                                       | 47.583                                | 24,33                                 | 4/15                                  | - Pedro Francisco González - Andrea Paola Cospito - Osvaldo Marcial Rojas - Carlos Guillermo Cantón |
| "T" De la Gente                               | Confederación Formoseña Frente de Todos   | 636                                   | 1,34                                  |                                       | 47.583                                | 24,33                                 | 4/15                                  | - Pedro Francisco González - Andrea Paola Cospito - Osvaldo Marcial Rojas - Carlos Guillermo Cantón |
| "S" Nueva Fuerza Provincial Renovadora        | Confederación Formoseña Frente de Todos   | 631                                   | 1,33                                  |                                       | 47.583                                | 24,33                                 | 4/15                                  | - Pedro Francisco González - Andrea Paola Cospito - Osvaldo Marcial Rojas - Carlos Guillermo Cantón |
| "R" Renovación y Cambio                       | Confederación Formoseña Frente de Todos   | 546                                   | 1,15                                  |                                       | 47.583                                | 24,33                                 | 4/15                                  | - Pedro Francisco González - Andrea Paola Cospito - Osvaldo Marcial Rojas - Carlos Guillermo Cantón |
| "e" Unión Cívica                              | Confederación Formoseña Frente de Todos   | 516                                   | 1,08                                  |                                       | 47.583                                | 24,33                                 | 4/15                                  | - Pedro Francisco González - Andrea Paola Cospito - Osvaldo Marcial Rojas - Carlos Guillermo Cantón |
| "n" Nuestra Esperanza                         | Confederación Formoseña Frente de Todos   | 497                                   | 1,04                                  |                                       | 47.583                                | 24,33                                 | 4/15                                  | - Pedro Francisco González - Andrea Paola Cospito - Osvaldo Marcial Rojas - Carlos Guillermo Cantón |
| "l" Una Formosa Radical                       | Confederación Formoseña Frente de Todos   | 457                                   | 0,96                                  |                                       | 47.583                                | 24,33                                 | 4/15                                  | - Pedro Francisco González - Andrea Paola Cospito - Osvaldo Marcial Rojas - Carlos Guillermo Cantón |
| "N" Nueva Fuerza                              | Confederación Formoseña Frente de Todos   | 454                                   | 0,95                                  |                                       | 47.583                                | 24,33                                 | 4/15                                  | - Pedro Francisco González - Andrea Paola Cospito - Osvaldo Marcial Rojas - Carlos Guillermo Cantón |
| "g" Un Compromiso Radical                     | Confederación Formoseña Frente de Todos   | 419                                   | 0,88                                  |                                       | 47.583                                | 24,33                                 | 4/15                                  | - Pedro Francisco González - Andrea Paola Cospito - Osvaldo Marcial Rojas - Carlos Guillermo Cantón |
| "Z" Vecinos por el Cambio                     | Confederación Formoseña Frente de Todos   | 394                                   | 0,83                                  |                                       | 47.583                                | 24,33                                 | 4/15                                  | - Pedro Francisco González - Andrea Paola Cospito - Osvaldo Marcial Rojas - Carlos Guillermo Cantón |
| "m" Algo Distinto por Algo Mejor              | Confederación Formoseña Frente de Todos   | 323                                   | 0,68                                  |                                       | 47.583                                | 24,33                                 | 4/15                                  | - Pedro Francisco González - Andrea Paola Cospito - Osvaldo Marcial Rojas - Carlos Guillermo Cantón |
| "E" Red Solidaria                             | Confederación Formoseña Frente de Todos   | 317                                   | 0,67                                  |                                       | 47.583                                | 24,33                                 | 4/15                                  | - Pedro Francisco González - Andrea Paola Cospito - Osvaldo Marcial Rojas - Carlos Guillermo Cantón |
| "W" Necesidad de Cambiar                      | Confederación Formoseña Frente de Todos   | 317                                   | 0,67                                  |                                       | 47.583                                | 24,33                                 | 4/15                                  | - Pedro Francisco González - Andrea Paola Cospito - Osvaldo Marcial Rojas - Carlos Guillermo Cantón |
| "p" Intransigencia y Renovación Radical       | Confederación Formoseña Frente de Todos   | 311                                   | 0,65                                  |                                       | 47.583                                | 24,33                                 | 4/15                                  | - Pedro Francisco González - Andrea Paola Cospito - Osvaldo Marcial Rojas - Carlos Guillermo Cantón |
| "I" Integración Social                        | Confederación Formoseña Frente de Todos   | 299                                   | 0,63                                  |                                       | 47.583                                | 24,33                                 | 4/15                                  | - Pedro Francisco González - Andrea Paola Cospito - Osvaldo Marcial Rojas - Carlos Guillermo Cantón |
| "k" Unión Formoseña Radical                   | Confederación Formoseña Frente de Todos   | 296                                   | 0,62                                  |                                       | 47.583                                | 24,33                                 | 4/15                                  | - Pedro Francisco González - Andrea Paola Cospito - Osvaldo Marcial Rojas - Carlos Guillermo Cantón |
| "Q" Unidad Vecinal                            | Confederación Formoseña Frente de Todos   | 281                                   | 0,59                                  |                                       | 47.583                                | 24,33                                 | 4/15                                  | - Pedro Francisco González - Andrea Paola Cospito - Osvaldo Marcial Rojas - Carlos Guillermo Cantón |
| "a" Acción Ciudadana                          | Confederación Formoseña Frente de Todos   | 277                                   | 0,58                                  |                                       | 47.583                                | 24,33                                 | 4/15                                  | - Pedro Francisco González - Andrea Paola Cospito - Osvaldo Marcial Rojas - Carlos Guillermo Cantón |
| "P" Corriente para el Cambio                  | Confederación Formoseña Frente de Todos   | 263                                   | 0,55                                  |                                       | 47.583                                | 24,33                                 | 4/15                                  | - Pedro Francisco González - Andrea Paola Cospito - Osvaldo Marcial Rojas - Carlos Guillermo Cantón |
| "Ñ" Formosa de Todos                          | Confederación Formoseña Frente de Todos   | 245                                   | 0,51                                  |                                       | 47.583                                | 24,33                                 | 4/15                                  | - Pedro Francisco González - Andrea Paola Cospito - Osvaldo Marcial Rojas - Carlos Guillermo Cantón |
| "h" Nuevo Radicalismo Nueva Formosa           | Confederación Formoseña Frente de Todos   | 241                                   | 0,51                                  |                                       | 47.583                                | 24,33                                 | 4/15                                  | - Pedro Francisco González - Andrea Paola Cospito - Osvaldo Marcial Rojas - Carlos Guillermo Cantón |
| "f" Que se Rompa pero que no se Doble         | Confederación Formoseña Frente de Todos   | 232                                   | 0,49                                  |                                       | 47.583                                | 24,33                                 | 4/15                                  | - Pedro Francisco González - Andrea Paola Cospito - Osvaldo Marcial Rojas - Carlos Guillermo Cantón |
| "C" Ciudadanos por el Cambio                  | Confederación Formoseña Frente de Todos   | 227                                   | 0,48                                  |                                       | 47.583                                | 24,33                                 | 4/15                                  | - Pedro Francisco González - Andrea Paola Cospito - Osvaldo Marcial Rojas - Carlos Guillermo Cantón |
| "LL" Barrios de Formosa                       | Confederación Formoseña Frente de Todos   | 191                                   | 0,40                                  |                                       | 47.583                                | 24,33                                 | 4/15                                  | - Pedro Francisco González - Andrea Paola Cospito - Osvaldo Marcial Rojas - Carlos Guillermo Cantón |
| "Y" Morado                                    | Confederación Formoseña Frente de Todos   | 186                                   | 0,39                                  |                                       | 47.583                                | 24,33                                 | 4/15                                  | - Pedro Francisco González - Andrea Paola Cospito - Osvaldo Marcial Rojas - Carlos Guillermo Cantón |
| "K" Decencia y Coraje                         | Confederación Formoseña Frente de Todos   | 169                                   | 0,36                                  |                                       | 47.583                                | 24,33                                 | 4/15                                  | - Pedro Francisco González - Andrea Paola Cospito - Osvaldo Marcial Rojas - Carlos Guillermo Cantón |
| "O" Voz Ciudadana                             | Confederación Formoseña Frente de Todos   | 132                                   | 0,28                                  |                                       | 47.583                                | 24,33                                 | 4/15                                  | - Pedro Francisco González - Andrea Paola Cospito - Osvaldo Marcial Rojas - Carlos Guillermo Cantón |
| "v" Norte Grande                              | Confederación Formoseña Frente de Todos   | 57                                    | 0,12                                  |                                       | 47.583                                | 24,33                                 | 4/15                                  | - Pedro Francisco González - Andrea Paola Cospito - Osvaldo Marcial Rojas - Carlos Guillermo Cantón |
| "x" C.O.S.T.A. 2003                           | Confederación Formoseña Frente de Todos   | 50                                    | 0,11                                  |                                       | 47.583                                | 24,33                                 | 4/15                                  | - Pedro Francisco González - Andrea Paola Cospito - Osvaldo Marcial Rojas - Carlos Guillermo Cantón |
| "q" Integración Formoseña                     | Confederación Formoseña Frente de Todos   | 26                                    | 0,5                                   |                                       | 47.583                                | 24,33                                 | 4/15                                  | - Pedro Francisco González - Andrea Paola Cospito - Osvaldo Marcial Rojas - Carlos Guillermo Cantón |
| "r" Renacer Radical                           | Confederación Formoseña Frente de Todos   | 0                                     | 0,00                                  |                                       | 47.583                                | 24,33                                 | 4/15                                  | - Pedro Francisco González - Andrea Paola Cospito - Osvaldo Marcial Rojas - Carlos Guillermo Cantón |
|                                               | Movimiento de Integración y Desarrollo    | —                                     | —                                     | —                                     | 3.003                                 | 1,54                                  |                                       | |
|                                               | Afirmación para una República Igualitaria | —                                     | —                                     | —                                     | 2.956                                 | 1,51                                  |                                       | |
|                                               | Partido Humanista                         | —                                     | —                                     | —                                     | 680                                   | 0,35                                  |                                       | |
| Votos positivos                               | Votos positivos                           | Votos positivos                       | Votos positivos                       | Votos positivos                       | 195.566                               | 90,71                                 |                                       | |
| Votos en blanco                               | Votos en blanco                           | Votos en blanco                       | Votos en blanco                       | Votos en blanco                       | 17.872                                | 8,29                                  |                                       | |
| Votos anulados                                | Votos anulados                            | Votos anulados                        | Votos anulados                        | Votos anulados                        | 2.169                                 | 1,01                                  |                                       | |
| Participación                                 | Participación                             | Participación                         | Participación                         | Participación                         | 215.607                               | 71,41                                 |                                       | |
| Electores registrados                         | Electores registrados                     | Electores registrados                 | Electores registrados                 | Electores registrados                 | 301.924                               | 100                                   |                                       | |
| Fuentes:                                      |                                           |                                       |                                       |                                       |                                       |                                       |                                       | |